# Grand Theft Auto V
Grand Theft Auto V, vanligtvis förkortat till GTA V, är ett TV-spel i actiongenren utvecklat av Rockstar North och gavs ut av Rockstar Games den 17 september 2013 till Playstation 3 och Xbox 360, samt den 18 november 2014 till Playstation 4 och Xbox One. En PC-version släpptes den 14 april 2015. Playstation 5- och Xbox Series X-versionen av spelet släpptes den 14 mars 2022. Spelet är den femte stora titeln i Grand Theft Auto-spelserien, en uppföljare till Grand Theft Auto IV från 2008 och är det femtonde spelet i seriens ordning.
Spelet utspelar sig i den fiktiva staden Los Santos i staten San Andreas och dess omgivningar, modernt baserat på nutida Los Angeles och södra Kalifornien. Spelets kampanjdel skildras genom tre huvudkaraktärer som spelaren kan växla mellan. I spelet ingår ett online-flerspelarläge som tillåter upp till 30 spelare på Xbox One, Playstation 4 och PC att delta i både kooperativa och tävlingsinriktade matcher.
Rockstar betraktar Grand Theft Auto V som efterträdare till många av sina tidigare spelprojekt, som Red Dead Redemption och Max Payne 3. Utvecklingen påbörjades kort efter lanseringen av Grand Theft Auto IV, med fokus på att förbättra seriens spelmekanik genom att ge spelaren kontroll över tre huvudkaraktärer. När spelet gavs ut blev det väldigt hyllat av många spelrecensenter som berömde spelets handling, presentation och spelmekanik. Det blev också en kommersiell framgång och slog flera försäljningsrekord genom att tjäna in 800 miljoner dollar under de första 24 timmarna på marknaden, och 1 miljard dollar under de tre första dagarna, vilket gör spelet till världens snabbast säljande underhållningsprodukt.

## Handling
I Ludendorff, North Yankton, samordnar Michael Townley och Trevor Philips ett bankrån ihop med två medbrottslingar. I den efterföljande flykten blir båda medbrottslingarna dödade och Trevor flyr i tron att även Michael blev dödad.
Michael överlevde och nio år senare lever han med sin familj i staden Los Santos, San Andreas i hemlighet under ett avtal med FIB-agenten Dave Norton. Franklin Clinton, som arbetar som återtagare för en bilfirma tillsammans med bästa vän Lamar, uppmanas att återta en bil tillhörande Michaels tonårige son Jimmy vilken är försenad med sin lånebetalning. Michael, som ligger gömd i baksätet, riktar sin pistol mot Franklin och beordrar honom att krascha bilen rakt in i bilfirman. Franklin får sparken men han och Michael blir vänner. När Michael upptäcker att hans fru Amanda har legat med sin tennistränare blir han ursinnig och tillsammans med Franklin jagar han mannen till en herrgård och river ner den med hans bil. Dock tillhörde herrgården en mexikansk knarkkung vid namn Martin Madrazo, som hotar Michael och kräver ersättning. Så småningom betalar Michael sina skulder till Madrazo med pengar som han tjänat från ett rån på en guldsmedsaffär tillsammans med Franklin. Trevor, som bor i utkanten av Los Santos, får höra om rånet och inser att gärningsmannen inte kunde vara någon annan än självaste Michael. Han spårar upp Michael till hans hem och återförenas med sin tidigare partner.
En tid senare blir Michael tvingad av FBI-agenterna Dave Norton och Steve Haines att utföra ett flertal operationer med hjälp av Franklin och Trevor med målet att underminera FIB:s konkurrent, myndigheten IAA. Under Haines ledning anfaller de en bepansrad konvoj som transporterar fonder avsedda för IAA och plundrade en bank som innehöll lönelistan för varje korrupt polis och statstjänsteman i Los Santos. Haines, som får ökande kontroll för sina grymma metoder, tvingar dem att infiltrera FIB:s högkvarter och radera allt bevismaterial som skulle användas mot honom från deras servrar. Under tiden tar Michael tillfället i akt att radera några uppgifter om sina egna verksamheter. Razzian lyckas och Michael börjar planera på att göra hans livs största kupp: att stjäla 200 miljoner dollar i guldtackor från Union Depository.
Men Trevor upptäcker att en före detta medbrottsling dödades under bankrånet i North Yankton, som han trodde satt i fängelse. Han känner sig sviken av Michael, vilket orsakar en konflikt inom gruppen och hotar att underminera deras planer att råna Union Depository. Lite senare hamnar Michael och Norton i en korseld mellan FIB, IAA och ett privat militärföretag vid namn Merryweather. Trevor hjälper dem att fly, då han tycker att om det är någon som ska döda Michael så är det han. Trots att han inte förlåter Michael säger Trevor att han kommer att lämna honom ifred efter att de utfört sitt planerade rån mot Union Depository. Rånet blir en stor framgång, men Franklin får påtryckningar av Haines att döda Trevor, Michael och Devin Weston, en riskkapitalist och företagsplundrare. Franklin får tre alternativ: att döda Trevor eller Michael eller låta dem leva och möta sina fiender. Om Franklin väljer att döda antingen Michael eller Trevor kommer han att sluta ta kontakt med den ene och återgå till sitt gamla liv och kommer då inte att kunna spela som spelfiguren som han väljer att döda. Om han inte dödar dem måste trion avvärja ett våldsamt angrepp från FIB och Merryweather innan de drar för att döda Haines och Weston. De tre kommer överens om att de ska sluta arbeta tillsammans, men att de fortfarande förblir vänner.

## Spelupplägg
Grand Theft Auto V är ett actionspel som spelas från ett tredjepersonsperspektiv i en öppen spelvärld. Spelaren använder sig av närstridsattacker, skjutvapen och sprängämnen för att bekämpa fiender, och kan springa, hoppa, klättra, simma eller använda fordon för att navigera sig i spelets värld. När spelaren blir anfallen kan man använda sig av automatsikte och ett skyddssystem för att bekämpa sina fiender. Om spelarens hälsa blir låg kommer den sakta att regenereras tills den hamnar halvvägs i hälsomätaren, resten av hälsan måste läkas med hjälp av hälsopaket som finns utspridda i spelet. Spelarens huvudsakliga mål är att slutföra uppdrag för att kunna komma vidare i berättelsen, men likt andra öppen värld-spel kan dessa uppdrag slutföras när spelaren känner för det. Om spelaren begår olagliga handlingar i spelet kommer spelets brottsbekämpande myndigheter att reagera på dessa, vilket representeras av en så kallad "Wanted"-mätare i spelets head-up display (HUD) som består av fem stjärnikoner. Ju fler brott som spelaren begår, desto mer stjärnor läggs till mätaren vilket gör att de brottsbekämpande myndigheter som försöker att oskadliggöra spelaren kommer att bli mer aggressiva. Dessa fiender har en siktlinje som visas på spelets karta. När siktlinjen bryts och spelaren blir gömd kommer "Wanted"-mätaren att kylas ner och avtar efter en stund.
Spelets kampanjläge spelas genom tre spelfigurer (huvudpersoner): Michael, Trevor och Franklin, vilka är brottslingar vars berättelser sammankopplas medan de slutför olika uppdrag. Spelaren kan växla mellan dessa spelfigurer när man vill, med hjälp av en riktad kompass på sin HUD. Under uppdragen kan spelet växla spelfigur automatiskt vilket behövs för att slutföra vissa mål. En spelfigurs avatar blinkar rött om denne är i fara och behöver hjälp antingen manuellt eller genom att ge täckeld från en annan, och kan blinka vitt om spelfiguren har en strategisk förmån eller ställning som kan hjälpa spelarens framgång i uppdraget. Även om spelaren fullbordar uppdragen som någon av de tre huvudpersonerna kommer de att få svårare rånuppdrag, vilket kräver stöd från AI-kontrollerade medbrottslingar som har unika expertförmågor såsom datahackning eller körning, och de kommer att erhålla en andel från uppdragets kontantbelöning vid slutförandet av rånet. Om en medbrottsling överlever en lyckad kupp kan denne återanvändas i senare uppdrag, om än med förbättrade förmågor. Spelaren kan använda sig av olika strategier för att kunna fullborda ett rånuppdrag. Exempelvis kan spelaren spruta sömnmedel på civila och smyga sig in, eller storma lokalen med dragna vapen.
Varje spelfigur har en uppsättning av åtta förmågor, som är numeriska representationer av sin förmåga inom vissa områden, såsom skytte och bilkörning. Även om spelaren förbättrar varje spelfigurs förmågor under spelets gång har varje spelfigur tilldelats en förmåga som de har som standardexpertis, såsom Trevors förmåga som pilot. Dessutom har varje enskild spelfigur en unik specialförmåga som endast en av dem kan använda sig av. Michael kan använda sig av slow-motion bullet-time under strid, Franklin kan sakta ned tiden under körning och Trevor kan ge dubbelt så mycket skada på fiender och ta hälften så mycket under strid. Det finns en mätare på varje spelfigurs HUD som töms när en förmåga används och som gradvis regenereras över tiden när förmågan inte används.
Spelet presenteras som en öppen spelvärld, det är en stor, öppen karta som man fritt kan ströva omkring i när spelaren inte deltar i ett uppdrag. Spelvärlden är större än de tidigare spelen i serien, och som består av ett öppet landskap och den fiktiva staden Los Santos. Spelaren kan använda en mängd olika fordon för att utforska spelvärlden, och för att rymma storleken på kartan introducerar spelet nya fordonstyper som var frånvarande i föregångaren Grand Theft Auto IV, såsom flygplan och vattenskotrar. Medan spelaren strövar runt i spelvärlden kan denne delta i sammanhangsspecifika aktiviteter, exempelvis får spelaren en dykutrustning för att utforska spelvärldens undervattensmiljöer, eller en fallskärm för att hoppa från höga avsatser. Varje spelfigur är utrustad med en smarttelefon som kan användas för att kontakta vänner, delta i aktiviteter och surfa på spelets eget internet. Internet kan användas för att köpa fastigheter såsom bostäder och företag, och få tillgång till en aktiemarknad som tillåter spelaren att bli en aktieägare; varje spelfigur kan tjäna inkomster genom att köpa företag och sälja aktier. Spelaren kan köpa uppgraderingar för vapen och fordon i varje spelfigurs vapenförråd, och anpassa deras utseende genom att köpa kläder, klippa håret, tatuera sig och skaffa smycken.

### Grand Theft Auto Online
Grand Theft Auto Online är spelets flerspelarläge som har utvecklats som en "separat spelupplevelse". I det kan upp till 30 spelare fritt ströva runt i Los Santos och dess landskap, och berättelsen utspelar sig två månader före händelserna i kampanjläget. Inom världen deltar spelare i lobbygrupper för att slutföra jobb, vilka är kooperativa och tävlingsinriktade spellägen med varsin egen berättelse. Content Creator-verktygen tillåter spelare att skapa sina egna parametrar för anpassningsbara jobb, till exempel att skapa racingspår och ange skapningspunkter för vapen i dödsmatcher. Spelare kan gå samman i gäng, som är organiserade grupper av spelare som tillsammans slutför olika jobb. Gäng från flerspelarläget i Max Payne 3 kan föras över till Grand Theft Auto Online, eftersom Rockstar Games Social Club förbinder båda spelens flerspelar-upplevelser. En spelare kan vara medlem av upp till fem gäng eller skapa sitt eget, och när man deltar i flerspelarmatcher tjänar man in erfarenhetspoäng för sitt gäng, vilket låter dem utvecklas i rankningslistor online.
Grand Theft Auto Online lanserades den 1 oktober 2013, två veckor efter den första utgåvan av Grand Theft Auto V. Vid lanseringen rapporterade många användare att de hade svårigheter med att kopplas in i spelets servrar och Social Club-tjänst, eller som hakar upp sig under laddningstiderna. Som svar på detta släpptes en teknisk programfix den 5 oktober som löste problemen; som en säkerhetsåtgärd blir spelets mikrotransaktioner temporärt inaktiverade. Problemen kvarstod under den andra veckan efter lanseringen, då vissa spelare rapporterade att deras spelfigurs framsteg blev raderade. Som svar på detta släpptes ytterligare en teknisk programfix den 10 oktober som löste de flesta av problemen, och gav råd till spelarna som upplevde dessa problem att inte skapa fler multiplayer-avatarer igen. Som kompensation till dessa spelare kommer Rockstar att ge $ 500 000 (i spelets valuta) till alla spelare som anslöt sig till GTA Online sen dess lansering.
Den 15 september 2015 släpptes det första exklusiva tillägget till Xbox One, Playstation 4 och PC. Därmed kommer inte längre spelare på Xbox 360 och Playstation 3 kunna ta del av framtida tillägg till GTA Online.
Den 16 december 2021 stängdes onlineservrarna för XBox 360 och PS3 ner för gott.
Den 14 mars 2022 släpptes GTA Online som självständigt för PlayStation 5 och Xbox Series X samt Xbox Series S. Detta var den fjärde gången som spelet släpptes, men denna gång inte i paket med Grand Theft Auto V, som de tidigare gångerna.

## Utveckling
Förarbetet på Grand Theft Auto V inleddes strax efter lanseringen av sin föregångare Grand Theft Auto IV i april 2008. Kärngruppen inom utvecklingsteamet bestod av 360 personer från Rockstar North, som tog ombord ett antal andra spelstudior som ägs av moderbolaget Rockstar Games för att underlätta utvecklingen mellan ett fullt team på över 1000 personer. Adam Fowler, spelets technical director, reflekterade att medan utvecklingsarbetet delades mellan flera studior i olika länder, krävde processen ett nära samarbete mellan kärngruppen och andra, vilket var nödvändigt eftersom många mekaniker i spelet arbetar parallellt med varandra vilket skulle ha skapat svårigheter om dessa studior sugits bort från andra. Liksom andra spelprojekt sedan Rockstar Games presents Table Tennis (2006) använder spelet den egenutvecklade spelmotorn Rockstar Advanced Game Engine (RAGE), som hanterar spelets animationer och renderingar. För övriga animationer och miljöer använder spelet spelmotorerna Euphoria och Bullet. Liksom Grand Theft Auto IV utvecklades spelet till Playstation 3 och Xbox 360. Teamet var kapabelt till att rendera spelvärlden i Grand Theft Auto V med bättre detaljer eftersom de över tiden hade blivit bekanta med dessa hårdvaror. Art director Aaron Garbut menade att medan dessa åldrade hårdvaror var ansträngande att arbeta med kunde teamet rendera belysning och skuggor i detalj samtidigt som man "upprätthåller ett likartat utseende". Vice ordförande Dan Houser enades med denna känsla, och han förklarar att det var svårt med arbetet på Grand Theft Auto IV med relativt ny hårdvara, men "nu vet vi vad hårdvaran är kapabel till, så det har blivit mycket lättare att flytta saker tillsammans och dessutom mycket roligare". Xbox 360-exemplaret av spelet är fördelade på två DVD-skivor och kräver en 8 GB installation på hårddisken eller en extern lagringsenhet. Playstation 3-exemplaret kräver också en installation, fast bara med en skiva. Teamet hävdade att eventuella skillnader mellan de två versionerna skulle vara "obetydliga" eftersom de båda versionerna utvecklades samtidigt. Den 25 augusti 2013 upphörde man utvecklingen av Grand Theft Auto V då spelet gått guld, och den slutliga kopian var redo för tillverkning. Media analytikern Arvind Bhatia uppskattade att utvecklingsbudgeten för spelet översteg 137 miljoner amerikanska dollar, och reporter Marty McLaughlin från The Scotsman uppskattade att den sammanlagda utvecklings- och marknadsbudgeten översteg 170 miljoner pund, vilket skulle göra Grand Theft Auto V till det dyraste TV-spelet som någonsin gjorts.
Det centrala ledmotivet i berättelsen om Grand Theft Auto V är "jakten på den allsmäktiga dollarn". Uppdragsinnehållet struktureras kring huvudpersonernas ansträngningar att planera och genomföra komplicerade rån för att samla på sig rikedomar. Teamets beslut att fokusera på pengar som spelets centrala tema var ett svar på finanskrisen 2007–2008, då krisens effekter på huvudpersonerna driver dem att försöka genomföra dessa rånuppdrag. Houser förklarade att "vi ville ha denna postkrasch känsla eftersom det fungerar tematiskt i detta spel om bankrånare". Teamet utvecklade berättelsen kring dessa rån baserade på den positiva reaktionen de fick för uppdraget "Three Leaf Clover" i Grand Theft Auto IV, där ett utarbetat rån samordnades och genomfördes av den ledande huvudpersonen Niko Bellic och hans medbrottslingar. Houser kände att medan uppdraget fick ett högt mottagande hade teamet inte fångat spänningen i rånsekvensen till deras bästa förmåga och ville fokusera på att uppnå det i Grand Theft Auto V. "Vi ville ha ett par riktigt intensiva bankrån. [ ... ] Det kändes som att det var en bra uppfinning som vi aldrig tidigare har använt. Att upprepa oss är en rädsla när vi gör spel där en del av evolutionen är bara den tekniska biten," förklarade Houser. Det finns sex rånuppdrag i Grand Theft Auto V, och många av uppdragen emellan dem kretsar kring ansträngningarna för att samordna arbetet och sätta ihop ett team.
För att återspegla de framsteg som gjorts i en öppen spelvärldsmiljö sedan lanseringen av Grand Theft Auto IV har arbetslaget justerat mycket av skjut- och fordonsmekaniken för Grand Theft Auto V. Under denna process uppmärksammades den offentliga mottagningen som de fick för skjutmekaniken i de tidigare spelen. Speciellt granskades Grand Theft Auto IV, Red Dead Redemption och Max Payne 3 för att nogsamt fastställa de områden som behövdes fixas i Grand Theft Auto V för att få det att efterträda sina tidigare speltitlar. För att öka skottlossningstempot i spelet tog arbetslaget bort det hårda låssiktet, som var en viktig spelmekanik i Grand Theft Auto IV som tillät spelarna att omedelbart låsa siktet på fiender i närheten av deras hårkors. Associate technical director Phil Hooker förklarade att arbetslaget "tyckte [siktet] var alltför förvirrande och som ofta avbröt ditt fördjupande i spelet, eftersom du inte behöver tänka på fiendens ställningar". Dessutom införde arbetslaget en timer som bryter spelarens sikte på ett mål efter en viss tid, i ett försök att bekämpa problemet de kände att Grand Theft Auto IV hade där spelaren kunde "bara förlita sig på att hålla siktet och skjuta tills målet är död”, förklarade Hooker. En annan naturlig progression för arbetslaget var en omarbetning av skyddssystemet när spelaren är under strid. Skyddssystemet i Grand Theft Auto V, som är ommodellerad från Red Dead Redemptions skyddssystem, är betydligt mer flytande än i de tidigare spelen i serien, då man kan gå in och ut från sin betäckning, exempelvis låga murar och fordon, mycket snabbare. Arbetslaget gjorde också ett försök att bearbeta körmekaniken för bilar och motorcyklar. Houser ansåg att bilarna skulle hantera bättre än de gjorde i Grand Theft Auto IV, eftersom han ansåg att de var "stora och liknade som båtar" i Grand Theft Auto IV, medan bilarna i Grand Theft Auto V hanterar på ett liknande sätt som för bilar i racingspel.

### Design

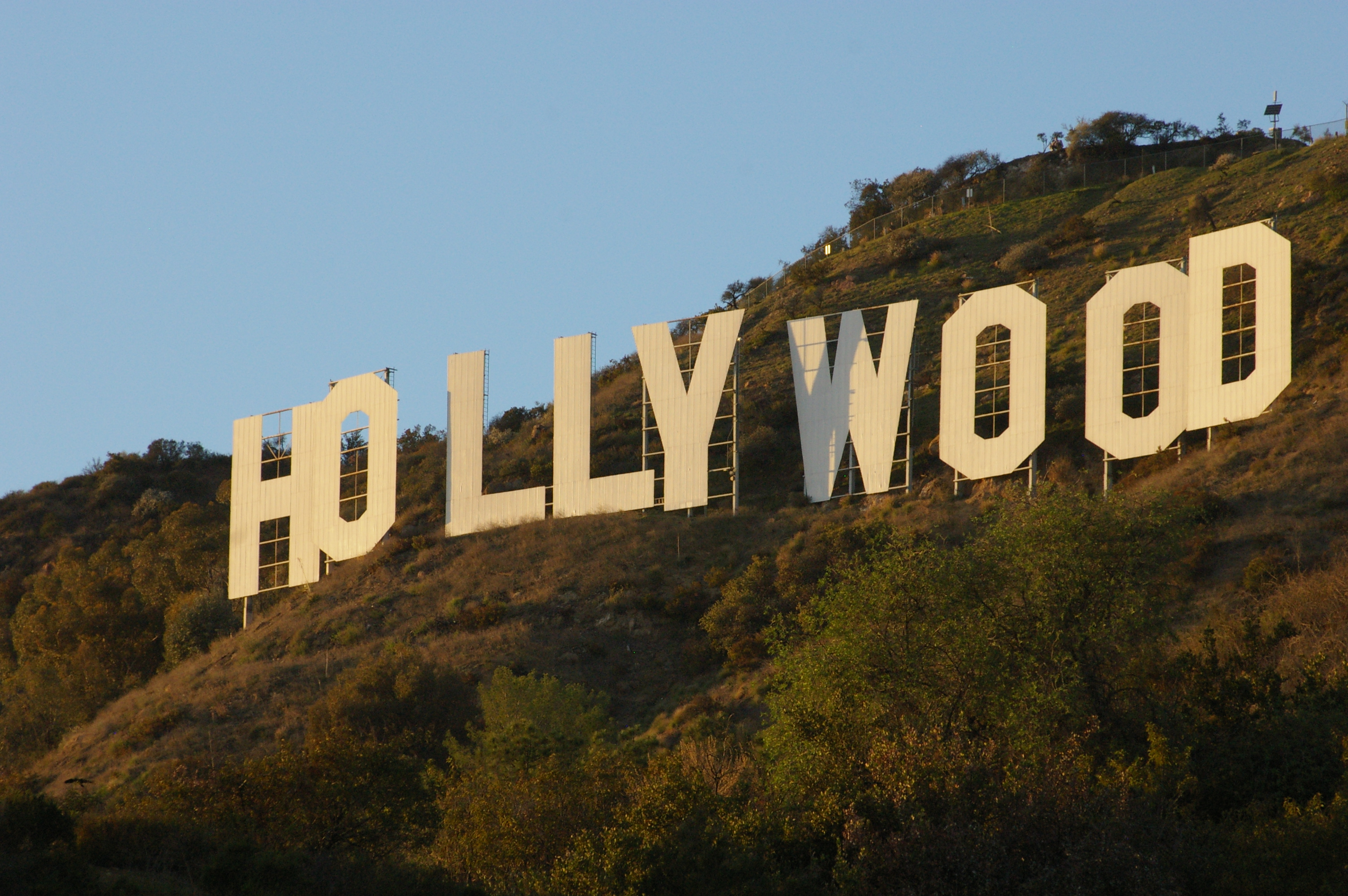
Utvecklarna gjorde en omfattande undersökning av staden Los Angeles och återskapade många av dess landmärken till spelet. Exempelvis den berömda Hollywoodskylten.

Grand Theft Auto V:s öppna spelvärld utspelar sig huvudsakligen i den fiktiva amerikanska delstaten San Andreas, som är baserad på södra Kalifornien. San Andreas användes också som en utspelsplats för ett tidigare spel i serien, Grand Theft Auto: San Andreas, som innehöll tre städer åtskilda av ett öppet landskap. Grand Theft Auto V:s värld innehåller endast en stad, Los Santos. Genom att fokusera sina ansträngningar på en stad i stället för tre kunde arbetslaget producera Los Santos med högre detaljrikedom och i större skala. För båda spelen användes Los Angeles som modell för Los Santos, men arbetslaget kände att ambitionen av att ha tre städer i Grand Theft Auto: San Andreas var för stor och att spelet inte efterliknade de städer som de var baserade på lika bra som de hade hoppats på. Houser utarbetade att "för att göra en ordentlig version av L.A., [ ... ] måste spelet ge dig en känsla av dess spridning – om man inte vill göra en exakt kopia av den", och att om man delade upp budgeten och arbetskraften mellan flera städer skulle dessa ha urholkat sig från att fånga "det som är L.A.”. Garbut kände att under Playstation 2-perioden hade arbetslaget inte de tekniska möjligheter för att fånga Los Angeles på rätt sätt, vilket resulterade att San Andreas rendering av Los Santos känns som en "kuliss eller en spelnivå med slumpvisa fotgängare som myllrar omkring". Därför åsidosatte arbetslaget San Andreas som en hoppställning för Grand Theft Auto V, då de redan tidigare hade gått vidare till en ny konsolgeneration och ville bygga staden från grunden. Garbut förklarade att med flytten till hårdvarorna Playstation 3 och Xbox 360 "(hade) våra processer och trohet till världen utvecklats så mycket från San Andreas" att det skulle ha varit överflödigt att använda det som en modell.
För spelet har man gjort en omfattande undersökning av Los Angeles. Teamet anordnade fältundersökningsresor med guider och arkitektoniska historiker och under dessa besök tog man omkring 250 000 bilder och filmmaterialtimmar. “Vi pratade med FBI-agenter som har jobbat under täckmantel, experter inom maffian, gatugangsters som kunde slangspråk - vi gick t.o.m. för att se ett riktigt fängelse", sade Houser, och påpekade att undersökningen och skapandet av spelvärlden under spelets produktion var den mest krävande. Arbetslaget tittade på Google Maps- och Street View-avbildningar av Los Angeles, och fältundersökningsgruppen använde sedan koordinaterna för att ta bilder och filmmaterial, som sedan användes för att utforma Los Santos och dess vägnät. Arbetslaget undersökte också stadens virtuella jordglobsmodeller, folkräkningsfakta och dokumentärer för att återskapa Los Angeles geografiska och demografiska spridning. För att framställa Los Angeles som en spelplats krävdes det att man kondenserade stadens spridning till ett område som spelaren bekvämt kunde navigera sig kring, för att "fånga kärnan i vad som verkligen finns i en stad, fast i ett betydligt mindre område", förklarade Houser. Sam Sweet från The New Yorker författade om detta: "[Det] utförliga fältarbetet [...] genomfördes inte för att dokumentera ett livsrum. Utan snarare samlades det in för att skapa en mycket realistisk version av ett Los Angeles som egentligen inte existerar. Kartan över Los Santos är bekant men innehållet är kondenserat".
Undersökningen för spelet tog arbetslaget ut till Kaliforniens landsbygdsregioner; Garbut påminde ett besök som han tog med Houser till Bombay Beach som inspirerade dem att ställa Trevors inledande berättelse mot en återskapelse av Salton Sea. Arbetslaget, ihop med sina försök att förverkliga ett modernt Los Angeles, skapade också en öppen omskapelse av södra Kalifornien som inkluderar en stor landsbygd kring Los Santos. Ett mål för arbetslaget var balansen med att göra en storskalig spelvärld utan att skapa ett öppet, tomt utrymme. Därför fokuserade de på att kondensera det öppna landskapet i södra Kalifornien till en spelplats som är lika varierad som den är detaljerad. Spelvärldens area är 130 kvadratkilometer, ungefär en åttionde del av Los Angeles County. Det är större i omfattning än Rockstars tidigare öppen värld-spel; Garbut föreslog att den är tillräckligt stor för att passa spelkartorna över San Andreas, Grand Theft Auto IV och Red Dead Redemption (2010) på insidan av det. För att rymma spelvärldens storlek har arbetslaget justerat RAGE-motorn och har gjort så att spelet kan rendera större ritdistans än i de tidigare spelen i serien. Det stora och öppna utrymmet krävde också återinförandet av flygplan, som hade varit frånvarande i Grand Theft Auto IV på grund av dess relativt mindre skaliga spelvärld som begränsar flygeffektiviteten. "Vi ville ha någonstans stort [utrymme för att låta spelaren] flyga ordentligt", förklarade Houser. En annan efterfråga som det stora utrymmet användes till var för att fylla den öppna spelvärlden med vilda djur. Benzies förklarade att "på grund av kartans storlek och de olika involverade områdena skulle en landsbygd utan djur kännas ganska ihåligt".

### Spel- och rollfigurer

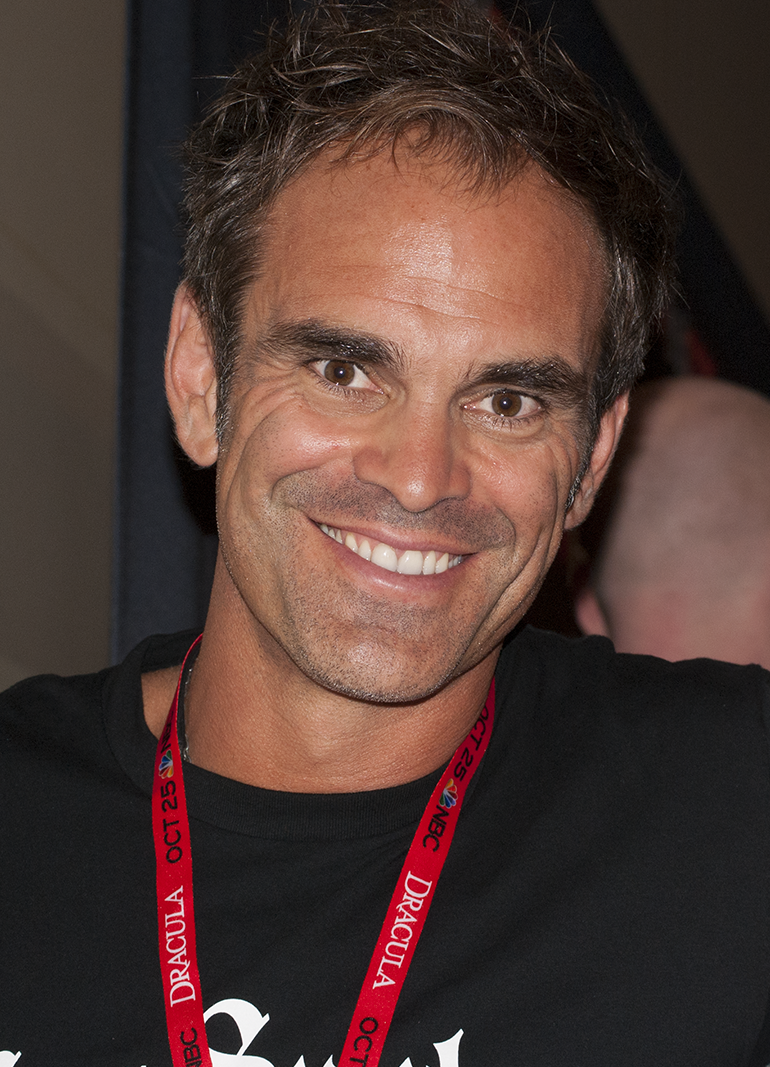
Steven Ogg (som gjorde rösten till Trevor) tror att kemin när de var i rollfigur mellan honom och Ned Luke (som spelade Michael) hjälpte dem att säkra rollerna.

Grand Theft Auto V var tänkt att överträffa de centrala spelmekanismerna i Grand Theft Auto-serien genom att ge spelaren tre huvudpersoner som man kan växla mellan under spelets gång. Teamets främsta motivation till att inbegripa tre huvudpersoner var att Grand Theft Auto V skulle förnya berättarkonsten inom öppen värld-spel och förhindra serien från att kännas föråldrad genom att inte utveckla spelsättets centrala mekaniker. "Vi ville inte göra samma sak om och om igen", förklarade Houser. Idén om tre sammankopplade huvudpersoner kom först till under utvecklingen av Grand Theft Auto: San Andreas (2004) , men teamet kände att de inte hade de tekniska förmågorna till sitt förfogande för att förverkliga den. Garbet förklarade att "det fungerade inte ur en teknisk synpunkt eftersom de tre spelfigurerna behöver tre gånger så mycket minne, tre animationstyper, och så vidare”. Efter lanseringen av Grand Theft Auto IV utvecklade teamet två episodiska tilläggspaket för spelet, The Lost and Damned och The Ballad of Gay Tony (båda från 2009), som var och en införde en ny huvudperson. Det positiva mottagandet för de tre sammanflätade berättelserna gav teamet förtroende att bygga upp Grand Theft Auto V runt denna modell, vilket var ett innovativt beslut. Den tidiga konceptualiseringen var att spelet skulle ha skildrat tre berättelser vardera genom en annan huvudperson, men senare utvecklades ett koncept från berättelserna i Grand Theft Auto IV att berättelsens riktlinjer skulle mötas under hela spelet. Slutligen utvecklades konceptet till tre sammanlänkade berättelser som binds samman genom spelets uppdrag. Leslie Benzies, spelets lead producer, förklarade att teamet gjorde formuleringen av flera spelfigurer "integrerad med spelets struktur och berättelse". Houser ansåg därför att Grand Theft Auto V är deras "starkast påtänkta spel eftersom spelfigurerna är så sammanflätade", och att "mötesplatserna [mellan spelfigurens berättelser] är väldigt spännande".
Under manusskrivningen skrev arbetslaget ner huvudpersonernas arketyper för varje spelfigur. Michael bedömdes förkroppsliga girighet, Franklin på ambition och Trevor på vansinne. Houser ansåg hur arbetslaget präglade Michael och Trevor som varandras synops. "Michael är som den brottsling som vill avskärma och ibland bli en god snubbe och Trevor är den galning som inte är en hycklare", förklarade han. Han kände att de tre huvudpersonerna skulle hjälpa till att flytta Grand Theft Auto V:s berättelse till ett mer originellt område än sina föregångare, som traditionellt följt en enda huvudperson som stiger i graderna i den kriminella undre världen. Ned Luke, Shawn "Solo" Fonteno och Steven Ogg spelade som Michael, Franklin respektive Trevor. Skådespelarna började sitt arbete år 2010. Deras framträdanden inspelades oftast med motion capture-teknik, medan dialogscenerna med spelfigurerna sittande i fordon spelades in i olika inspelningsstudior. Eftersom skådespelarna spelade in sina dialoger och rörelser samtidigt ansåg de inte sina framträdanden annorlunda än i en film- eller tv-roll. Deras dialoger skriptades till den grad att de inte lämpade sig för ad lib, men de skulle ibland göra små ändringar i deras framträdanden med regissörernas godkännande. Under det inledande provspelningsförloppet konstaterade Ogg en kemi med Luke i rollfigur vilket han tyckte hjälpte dem säkra rollerna. "När [Luke] och jag gick in i rummet tillsammans hade vi genast något”, reflekterade Ogg.
För att förbereda sig för sin roll som Michael fick Luke gå upp 11 kilo och studera Rockstars tidigare spel, och började med Grand Theft Auto IV. Luke ansåg Michaels rollfigur som en sammanslagning av Hugh Beaumonts skildring av rollfiguren Ward Cleaver från den amerikanska sitcom-serien Leave it to Beaver (1957–1963) och Al Pacinos skildring av rollfiguren Tony Montana från filmen Scarface. Medan skådespelarna spelade in sina framträdanden kände Ogg att Trevors rollfigur utvecklades över tiden. "Nyanser och karaktärsdrag som började dyka upp - hans sätt att gå och prata, samt hans reaktioner informerade verkligen hans utveckling i hela spelet", förklarade han. Ogg hänvisade till Tom Hardys skildring av den engelske brottslingen Charles Bronson i filmen Bronson som en stor stilistisk inspiration på hans skildring av Trevor. Ogg reflekterade att medan Trevor förkroppsligar den våldsamma, psykopatiska antihjältearketypen i Grand Theft Auto ville han att spelarna skulle sympatisera med Trevors berättelse. "Det var tufft att få fram andra känslor, och det var den största utmaningen, och det är något som betydde mycket för mig“, sade Ogg. Fonteno reflekterade att hans uppväxt i södra Los Angeles och att utsättas för gängkulturen hjälpte honom att ansluta sig till Franklins rollfigur. Han drog på sina tidigare inblandningar i ett gäng och knarklangande i sin skildring av Franklin. “Jag levde hans liv tidigare [...] Han var omgiven av droger, brott, som bor med sin faster - Jag bodde med min mormor - så det fanns en hel del förtrogenhet", reflekterade Fonteno. Fonteno, som inte jobbat som skådespelare sedan hans roll som Face i filmen The Wash från 2001, frågade efter råd från Luke och Ogg med att förbättra sina skådespelarfärdigheter.
Arbetslaget insåg att införandet av tre synkroniserade huvudpersoner utvecklade uppdragsfriheten i spelet till förmån för spelarna. Imran Sarwar, som utformade uppdrag, utarbetade att flera huvudpersoner får olika strategiska alternativ som man kan låsa upp i uppdragen. Han förklarade att under ett stridsscenario kan spelaren placera Michael på en hög utkiksplats med ett prickskyttegevär för att ge eldunderstöd åt Trevor, som ordnar ett frontalangrepp mot fiendens ställning, vilket gör att Franklin kan inta flankpositioner. Benzies ansåg att spelfigursväxling skulle eliminera ett problem som arbetslaget kände att San Andreas hade, där spelaren skulle utforska det öppna landskapet och måste sedan köra en lång sträcka tillbaka till ett uppdrags startpunkt. I Grand Theft Auto V är samspelet mellan friströvande och uppdragsspelande mer ekologiskt eftersom spelaren kan växla mellan spelfigurerna, vilket löser problemet. "Att ha tre spelfigurer tillåter spelare att utforska hela kartan utan att behöva oroa sig för den långa vägen tillbaka till sitt nästa mål", förklarade Benzies. Houser författade vidare att användningen av flera spelfigurer skulle kunna avlägsna döda punkter i uppdragen, till exempel när en spelfigur måste köra till en mötesplats, eftersom spelaren kan byta till en annan spelfigur och dras in i spelets händelser mycket snabbare. Spelet innehåller även dynamiskt uppdragsinnehåll, ett av arbetslagets svar till den positiva reaktionen för dess införande i Red Dead Redemption. Dynamiska uppdrag visar upp sig till spelaren medan denne utforskar spelvärlden och spelaren kan välja att antingen delta i dem eller att ignorera dem. Arbetslaget utvecklade konceptet av det dynamiska uppdragsinnehållet ytterligare i Grand Theft Auto V genom att inte bara leverera det i de öppna delarna av spelvärlden, men också i Los Santos. Spelaren kan exempelvis stöta på en värdetransportbil i staden och försöka fånga upp den för att stjäla dess innehåll.

### Musik
Spelet är det första i serien som har ett eget soundtrack. Musikhandledaren Ivan Pavlovich noterade att skapandet av spelets egen musik var "skrämmande" med tanke på att det skulle vara det första i serien. Som tidigare spel i serien innehåller spelet också licensierade låtar som tillhandahålls av spelets egna radiostationer. Pavlovitch konstaterade att arbetslaget inte ville att originalmusiken skulle förringas för att även använda licensierad musik, utan snarare för att åtfölja den. Rockstar North anställde musikanterna Alchemist, Oh No och Tangerine Dream ihop med Woody Jackson, som hade samarbetat med företaget under tre tidigare spelprojekt: Red Dead Redemption, L.A. Noire (2011) och Max Payne 3. I samarbete med varandra komponerade de ett 20 timmar långt soundtrack som spelas under spelets uppdrag. Musiken kommer dessutom att spelas dynamiskt under hela spelet, i både enspelar- och flerspelarläget. Pavlovitch noterade att ibland ville Rockstar ge gruppen uppdrag att ge en speciell musik för, men att en del av gruppens musik som var komponerad för inget specifikt ändamål skulle påverka några andra uppdrag och skapa hoppbrädor för ytterligare musikförbättring. Han noterade vad han beskrev som ett "stambaserat" system för att passa musiken till spelets dynamiska faktorer; efter att ett musikstycke fördelades till ett visst uppdrag skulle gruppen komponera bakgrundsmusik efter att spelaren avslutat det.
Under den tidiga delen av Grand Theft Auto V:s utveckling byggdes musikgruppen upp tidigt innan de genomförde musikproduceringen. Deras musikarbete var mestadels klart under den senare delen av spelets utveckling, men de fortsatte att komponera musik fram till att spelets gammaversion blev klar då den måste lämnas in för tillverkning. Edgar Froese, grundaren av Tangerine Dream, var från början ointresserad av att delta i spelets musikproduktion. Efter att ha flugit in i studion och tittat på spelet ändrade han sig, då han blev imponerad på spelets omfattning och filmiska gestalt. Under Froeses grundläggande musikarbete, som varade i åtta månader, producerade han 62 timmars musik. Han spelade in med Tangerine Dream i Österrike, men ytterligare arbete bedrevs främst vid Jacksons ateljé i USA, som också användes av The Alchemist och Oh No. Jackson, som fick reda på att kompositörerna skulle avbilda varandras arbeten, oroade sig för att den färdiga produkten skulle bli osammanhängande. Hans första arbete på spelet var att ge musik för Trevors uppdrag, och under detta förlopp tog han stilistisk inspiration från The Mars Volta och Queens of the Stone Age. Efter att ha skickat runt sina insatser till de andra gruppmedlemmarna var Jackson imponerad av Froeses bidrag till sitt arbete. "Edgar utvecklade musiken och gjorde det till en helt annan sak", konstaterade han. Froese hade tagit Jacksons hip-hop-inspirerade arbete och interpolerade det med ett funkljud. Froese och Jackson skickade också sina insatser mellan The Alchemist och Oh No, som prövade deras arbeten hårt. "Vi gjorde provtagningar, tog ett stycke från hit, ett stycke från dit. [...] Vi slog grejer ihop, hackade och justerade dessa. Sedan valde vi de spår som fungerade och alla kom in och skiktade på det", anmärkte The Alchemist. DJ Shadow blandade sedan gruppens skapelser ihop och disponerade den till spelmekaniken.
Vid byggandet av radiostationerna ville arbetslaget på Rockstar förstärka spelets omskapelse av Kalifornien genom att licensiera låtar som de lämpligt ansåg eka en "Cali feel". Vid införandet av pop-stationen Non-Stop-Pop FM konstaterade Pavlovitch att "den första gången du stiger av ett flygplan i LA och du hör på radio och popmusik droppar ut... Vi ville ha det. Den kopplar verkligen in dig till spelvärlden". Spelets musiklicensiering invecklade en större urskiljning än i Grand Theft Auto IV, då musiken i Grand Theft Auto V spelade en större roll i att bygga en kalifornisk atmosfär. "Det återspeglar den miljö där spelet utspelar sig i", förklarade han. Inledningsvis planerade gruppen att licensiera över 900 låtar till radiostationerna, men med tiden raffinerade de det totala antalet låtar till 241 stycken. Låtarna delas mellan femton stationer, och radion inkluderar också två radiostationer som innehåller radioprat och program. De följande radiostationerna är:
- The Blue Ark (DJ: Lee Perry. Genre: Reggae, dancehall och dub)
- Channel X (DJ: Keith Morris. Genre: Punkrock)
- East LOS FM (DJ: DJ Camilo & Don Cheto. Genre: Mexikansk och latinamerikansk musik)
- FlyLo FM (DJ: Flying Lotus. Genre: IDM och hiphop)
- Los Santos Rock Radio (DJ: Kenny Loggins. Genre: Klassisk rock och poprock)
- The Low Down 91.1 (DJ: Pam Grier. Genre: Klassisk soul och disco)
- The Music Locker (DJ: Okänd. Genre: Elektronisk dansmusik och disco[111]
- Non-Stop-Pop FM (DJ: Cara Delevingne. Genre: Popmusik)
- Radio Los Santos (DJ: Big Boi. Genre: Västkusthiphop)
- Radio Mirror Park (DJ: Twin Shadow. Genre: Indietronica och chillwave)
- Rebel Radio (DJ: Jesco White. Genre: Countrymusik och rockabilly)
- Soulwax FM (DJ: Soulwax. Genre: Elektronisk dansmusik)
- Space 103.2 (DJ: Bootsy Collins. Genre: Funk och R&B)
- Vinewood Boulevard Radio (DJ: Nate Williams och Stephen Pope. Genre: Garagerock och noiserock)
- West Coast Classics (DJ: DJ Pooh. Genre: Golden age hip hop och gangstarap)
- Worldwide FM (DJ: Gilles Peterson. Genre: Loungemusik, jazz-funk och världsmusik)
- Blaine County Talk Radio (Program: Blaine County Radio Community Hour, Beyond Insemination och Bless Your Heart)
- WCTR: West Coast Talk Radio (Program: Chakra Attack, The Fernando Show och Chattersphere)

Några av låtarna är skrivna specifikt för spelet; till exempel är rapparen och producenten Flying Lotus värd för stationen FlyLo FM som inkluderar originalverk som han själv komponerat för spelet. Som Pavlovich noterat, för var och en av radiostationerna, skulle gruppen med tiden utveckla en förståelse för var stationens musik var på väg, och sedan välja en DJ att vara värd för stationen. Varje stations DJ valdes med tankesättet att de skulle matcha musikgenren som stationen representerar; till exempel, för att utveckla Los Santos Rock Radio licensierade gruppen klassiska rocklåtar, och därmed blev Kenny Loggins ett passande val som stationens DJ. Pavlovich noterade att hitta en balans mellan radion och musiken var en noggrann process. Han citerade en uppdragsmall som ett exempel där spelaren skulle köra till ett mål medan denne lyssnar på radio, då musiken sedan börjar när spelaren lämnade bilen och fortsatte in i uppdragets nästa skede.

## Marknadsföring
Grand Theft Auto V:s förekomst var först bekräftat av Rockstar Games den 25 oktober 2011, genom en notis på deras officiella hemsida och deras Twitter-konto. Bekräftelsen av spelets existens orsakade en dominoeffekt för företagets moderbolag Take-Two Interactive, då bolagets aktier hade ökat med sju procent efter tillkännagivandet. Journalisterna noterade att tillkännagivandet av Grand Theft Auto V antände en oerhörd förväntan inom hela spelindustrin, vilket företaget har tjänat tack vare Grand Theft Auto-seriens kulturella betydelse och att Grand Theft Auto V skulle vara en av de sista speltitlarna att släppas exklusivt för den sjunde generationens spelkonsoler.
Som en del av spelets PR-insats har man gjort en omfattande marknadsföring med hjälp av video-trailers och demopresentationer. Debuttrailern släpptes den 2 november 2011, tillsammans med ett pressmeddelande som bekräftade spelets utspelsplats. Nästan ett år senare skrev personalen på Game Informer en täckmantelhistoria för Grand Theft Auto V på deras tidnings december 2012-utgåva. Tillsammans med täckmantelhistorian planerade Rockstar att släppa den andra PR-trailern den 2 november 2012, som skulle markera ett ett-årsjubileum sedan debuttrailern släpptes. Dessa planer hindrades dock av orkanen Sandy, som gjorde att Rockstars kontor i New York led av strömavbrott Trailern släpptes efter hand den 14 november 2012, som presenterade huvudrollsfigurernas bakgrundshistorier.
För att avslöja spelets omslag kontrakterade Rockstar några konstnärer att måla en väggmålning på en vägg i Manhattan, New York den 31 mars 2013, följt av den digitala utgåvan den 2 april. Under hela 2013 har Rockstar Games marknadsfört spelet utförligt med många fler trailers och pressvisningar, vilket slutade med den sista lanseringstrailern den 29 augusti.
För att tjäna ännu mer pengar via förbeställningar av spelet samarbetade Rockstar med flera butiker för att ge specialupplagor av spelet. Till exempel innehåller spelets "Special Edition" ett unikt spelfodral, en spelkarta och nedladdningskoder för att låsa upp extramaterial till spelets en- och flerspelarläge. Förlaget samarbetade också med Sony att släppa en 500 GB Playstation 3-konsol som innehåller en kopia av spelet och en 30-dagars provmedlemskap för Playstation Plus-tjänsten, samt ett par hörlurar med spelets logotyp.
En app vid namn Ifruit utvecklades för Iphone strax innan spelets utgivning och tillåter spelare att skräddarsy fordon, skapa egna registreringsskyltar och lära Franklins hund Chop nya tricks, vilket låser upp ytterligare spelförmågor. Vid Ifruits lansering rapporterade vissa användare om att de hade problem med att ansluta sig till programmets servrar, vilket löstes med hjälp av en uppdatering som släpptes den 25 september 2013.
För att fira lanseringen av Grand Theft Auto V höll Rockstar en tävling på företagets Facebook- och Twitter-sidor, där dess följare fick chansen att vinna en av femtio prispaket, som inkluderade speltillägg och samlarobjekt. Grand Theft Auto V valdes för att visas upp på New York Film Festival med två paneldiskussioner och en live-konsert.

## Mottagande
| Mottagande                         | Mottagande                                                             |
| Samlingsbetyg                      | Samlingsbetyg                                                          |
| Tjänst                             | Betyg                                                                  |
| ---------------------------------- | ---------------------------------------------------------------------- |
| Gamerankings                       | 97,01 % (PS3) 96,16 % (X360) 94,88 % (PS4) 97,50 % (XONE) 95,33 % (PC) |
| Metacritic                         | 97/100 (PS3) 97/100 (X360) 97/100 (PS4) 97/100 (XONE) 96/100 (PC)      |
| Recensionsbetyg                    |                                                                        |
| Publikation                        | Betyg                                                                  |
| Computer and Video Games           | 10/10                                                                  |
| Edge                               | 10/10                                                                  |
| Eurogamer                          | 9/10                                                                   |
| Famitsu                            | 40/40                                                                  |
| Game Informer                      | 9,75/10                                                                |
| Gamespot                           | 9/10                                                                   |
| Gametrailers                       | 9,8/10                                                                 |
| Gamereactor                        | 10/10                                                                  |
| IGN                                | 10/10                                                                  |
| Official PlayStation Magazine (UK) | 10/10                                                                  |
| Official Xbox Magazine             | 10/10                                                                  |
| Play Magazine                      | 97/100                                                                 |
| Videogamer.com                     | 10/10                                                                  |

Grand Theft Auto V fick ett överväldigande positivt mottagande och blev en stor kommersiell världssuccé. Recensenterna hyllade spelet för dess uppdrag, presentation och spelmekanik. Enligt samlingsbetygswebbsidan Metacritic fick spelet ett genomsnittligt betyg på 97 av 100 för båda konsolerna, och enligt Gamerankings fick spelet det genomsnittliga betyget 97,01 procent och 96,16 procent för Playstation 3 respektive Xbox 360. Gamerankings klassar spelet som det näst bästa Playstation 3-spelet och det tredje bästa Xbox 360-spelet genom tiderna. Det är också för närvarande det femte bäst betygsatta spelet på Metacritic, som ligger efter spelen The Legend of Zelda: Ocarina of Time, Tony Hawk's Pro Skater 2, Soul Calibur och Grand Theft Auto IV. Tre dagar efter dess utgivning blev Grand Theft Auto V rankad tvåa på IGN:s lista över "The Top 25 Xbox 360 Games".
Spelet fick beröm för dess spelfigursväxling för att det utvidgar actionsekvensernas tillämpningsområden och tillåter spelaren att utforska spelvärlden mer fritt. Matt Bertz från Game Informer ansåg att med flera spelfigurer tillgängliga att spela med under många av uppdragen så har takten i eldstriderna ökats genom att hålla spelaren "i stridens mittpunkt". Tom Bramwell från Eurogamer noterade att spelfigursväxlingen tillät spelaren att vara mer taktisk i sin tillvägagångssätt i eldstriderna genom att placera spelfigurerna i olika strategiska positioner, vilket resulterar i "långt färre vanliga skjutsekvenser" än i tidigare Grand Theft Auto-spel. Keza MacDonald från IGN begrundade Bramwells uppfattning och förklarade att genom att ge spelaren flera spelfigurer hindrade uppdragen från att vara "besvärjelser" genom att ge spelaren val över hur de ska gå tillväga med actionsekvenserna. Personalen på Edge gav också beröm till spelfigursväxlingen för att tillåta spelaren att göra framsteg genom spelet utan att behöva köra långa sträckor till uppdragens startpunkter, vilket minimerar restiderna genom att ta kontroll över en spelfigur som befinner sig närmast startpunkten. Jeff Bakalar från CNET noterade att spelfigursväxlingsmomentet avlägsnade favoriseringen för en viss spelfigur genom att uppmuntra spelaren att samspela med alla tre.
Recensenterna gav beröm till spelets rånuppdrag för dess grundpelarroll för berättelsen och fungerar som spelets mest minnesvärda spelsekvenser. Bramwell berömde rånuppdragen för deras omfångskänsla och anser att "varje rån har en blockbusterfilmkänsla till det". Carolyn Petit från Gamespot höll med Bramwell och noterade filmen Heat från 1995 som en stilistisk inspiration till rånens höjdpunkter ”där den långsamma uppbyggnaden till brotten gör att de actionfyllda scenerna blir mer intensiva". Jeff Gerstmann från Giant Bomb betraktade rånuppdragen som en välsedd avvikelse från de tidigare Grand Theft Auto-spelens typiska uppdragsstruktur och berömde spelet för att ge frihet till spelaren i deras tillvägagångssätt för varje rån. Recensenterna berömde anpassningssystemet som spelaren får för varje rånuppdrag. Xav de Matos från Joystiq ansåg att spelaren måste vara metodisk när man planerar sin tillvägagångssätt och gängmedlemmar, och berömde spelet för att uppmuntra kreativitet med varje uppdrag. Edge berömde rånuppdragens svårighetskurva under spelets gång och påpekade att spelaren måste ta mer tid att planera de senare rånen. Chris Plante från Polygon berömde filmkänslan i rånens actionsekvenser till följd av spelfigursväxlingsförmågan och avslutar med att säga att förmågan är "besläktad med filmredigering, med att spelaren tjänar som redigerare och som snabbt växlar till varje ögonblicks mest intressanta perspektiv".
Recensenterna berömde den öppna spelvärldens storlek och komplimenterade dess förverkligande av Los Angeles som tvättäkta och som överträffar Grand Theft Auto IV:s spelvärld. Bramwell och Jim Sterling från Destructoid berömde spelet för att strömlinjeforma Los Angeles geografi i en varierad och välkonstruerad stadsyta. Brandon Jones från Gametrailers noterade utvecklarnas möda med att skapa en öppen spelvärld som påminner om Los Angeles och den kaliforniska kulturen, genom sitt "intressanta lappverk av Los Angeles landmärken" och de samspel som spelaren har med kontextuellt lämpliga icke-spelbara figurer genom hela spelet. Edge identifierade den noggranna grafiken som en faktor som bidragit till att göra spelvärlden roligare att spela i, och pekade ut spelets ljuseffekter och avsaknad av laddningsskärmar som dess styrkor. Luke Albiges från Play komplimenterade också spelets ritdistans, samt på väder- och ljussystemet. Mikel Reparez från Official Xbox Magazine noterade de kontrasterande atmosfärerna mellan Liberty City och Los Santos, och gav beröm för spelets avsteg från Grand Theft Auto IV:s "gråa och tråkiga" Liberty City. Joel Gregorius från PlayStation Official Magazine noterade också på kontrasten och avslutar med att Los Santos är "betydligt mer tilltalande". MacDonald berömde spelvärldens öppenhet och tyckte att utforska är roligt, och samtidigt berömde Los Santos som ett steg över Liberty City. Många berömde spelet och dess spelvärld som en satir av Amerikas samtida kultur.
De förbättringar som gjorts i spelets mekanik, såsom skytte och bilkörning, valdes ut av spelkritiker för att ha gjort spelet mer tillgängligt och roligt. Många gillade de landbaserade fordonens lyhördhet i Grand Theft Auto V över tidigare spel, och noterade att de var enklare att styra. "Bilar har en riktig tyngdkänsla, medan man bevarar rörligheten vilket krävs för att navigera genom trafiken vid höga hastigheter", förklarade Bertz. Det strama skyttemekaniken godtogs också positivt av de flesta spelkritiker. MacDonald berömde automatsiktet och betäckningssystemet. Sterling ansåg dock att trots de förbättringarna "känns automålssystemet ryckigt och opålitligt, medan betäckningsmekaniken fortfarande känns omodern och otymplig". Edge ansåg att många förbättringar inspirerades från tidigare Rockstar-utvecklade spel, exempelvis att fordonen hanteras på ett liknande sätt som dem i Midnight Club: Los Angeles. Tom Hoggins från The Telegraph noterade checkpointsystemet i uppdragen som en efterlängtad integration. MacDonald kände att "till sist har Rockstar äntligen dräpt en av dess mest ihållande demoner, uppdragens checkpoints".
Berättelsen och dess rollfigurer, i synnerhet Trevor, polariserade recensenterna. Hollander Cooper från Gamesradar kände att i tidigare Grand Theft Auto-spel, vars inkonsekvenser i rollfigursutveckling utfördes genom en enda huvudperson vars moraliska komplex var rörig, men att de kontrasterande personligheterna från Grand Theft Auto V:s huvudpersoner skapade en hårdare och mer engagerad berättelse. MacDonald berömde berättelsen för att den kretsar kring de tre huvudpersonerna, som utvecklats i komplexitet under spelets lopp och skapar en "utmärkt stimulering och stor variation i handlingen". Edge höll med henne och noterade att varje figur ställs mot varandra av deras bakgrund och personligheter, och pekade ut Trevor som den mest intressanta, då de gillade hans instabila personlighet. Precis som Edge betraktade Petit Trevor som "en riktigt hemsk, skrämmande, psykotisk människa – och en fantastisk rollfigur". Bramwell ansåg dock att Trevor underminerade de andra figurerna för att han var en "fåfäng och föga övertygande" sensationaliserad antihjälte, och att "hans upptåg spårar ur berättelsen" och överskuggade Michaels och Franklins rollfigursutveckling. Xav de Matos ogillade samtliga tre rollfigurer till den mån att de hade en avlägsnande effekt på berättelsen, och påpekar att "även om varje rollfigur har en meningsfull motivering för sin resa så är det svårt att få dem att lyckas". Han ansåg också att ambivalensen mellan Michael och Trevor var en tröttsam del under berättelsens följd då det blev ett "till synes oändligt kretslopp" av konflikt mellan dem, medan Franklin var den enda rollfiguren "som fick en meningsfull tillväxt". Greg Tito från The Escapist tyckte att rollfigurerna led av en brist på omtyckbarhet genom att de agerar av girighet, utan moralkänsla att "dra med [spelaren] för att stödja dem".
På det hela taget har Grand Theft Auto V fått beröm av flera spelkritiker som ett av de bästa spelen i den sjunde generationens era, och fick ovationer som en stor sluttitel före den åttonde generationens uppkomst. Det hyllades av MacDonald som en "milstolpe" och "ett av de bästa tv-spelen som någonsin gjorts", medan Kyle Prahl från Playstation Universe kallade Grand Theft Auto V ett "mästerverk" och "ett av de bästa spelen som någonsin gjorts". Sebastiaan Quekel från XGN döpte spelet till "den nuvarande generatioens magnum opus", medan Gregory ansåg det som "generationens finaste spel". Reparaz och Cooper kallade Grand Theft Auto V "ett av de mest imponerande spelen" respektive "ett av de mest spännande spelen" i sin generation. James Cullinane från Gameplanet, som identifierar Grand Theft Auto V som en "nästan perfekt spelupplevelse", utsåg det som ett spel som "definierade en generation", och tyckte att det var "denna spelgenerations sista ord". Prahl komplimenterade spelet som en "fantastisk triumf" som "ger denna konsolgeneration det avsked den förtjänar". Reparaz polletterade det som "en sista stora hyllning innan vi stiger upp till nästa [generation]", och Gregory ansåg att spelet skulle "få next-gen att se dåligt under en lång tid framöver". Simon Miller från Videogamer.com avslutade med att säga att Grand Theft Auto V är "denna konsolkretslopps ultimata svanesång", och tillade att den också skulle "kasta en lång skugga över nästa [konsolkretslopp]". Plante konstaterade att spelet skulle vara "en bro mellan spelens nutid och framtid", innan han förklarar den som "denna generations avslutning och nästa generations riktmärke".

### Försäljning
Spelet har blivit en av spelvärldens största kommersiella framgångar. Inom 24 timmar efter spelets utgivning genererade Grand Theft Auto V mer än 800 miljoner amerikanska dollar i intäkter, motsvarande cirka 11 210 000 sålda exemplar för Take-Two Interactive, vilket överstiger det tidigare försäljningsrekordet, då spelet Call of Duty: Black Ops II drog in 500 miljoner dollar under spelets utgivningsdag. Siffrorna fördubblade nästan analytikernas beräkningar om titeln. Tre dagar efter lanseringen tjänade spelet in 1 miljard dollar i försäljning, vilket gör det till den snabbast säljande underhållningsprodukten i historien. Detta slog det tidigare rekordet fastställt av Call of Duty: Black Ops II, som tog 15 dagar att tjäna in 1 miljard dollar i försäljning.
I Storbritannien blev Grand Theft Auto V det snabbast säljande spelet genom tiderna, efter att ha sålts i över 2,25 miljoner exemplar på fem dagar. Detta slog det tidigare rekordet satt av Call of Duty: Black Ops, som såldes i 2 miljoner exemplar under samma period. Grand Theft Auto V slog också rekord för att ha sålts i 1 570 000 exemplar på en dag, och tjänat in 65 miljoner brittiska pund. På två veckor såldes Grand Theft Auto V i över 2,6 miljoner exemplar, och då tjänat in 90 miljoner pund, som stod för 52 procent av september månads sålda spel. Efter bara tre veckor i marknaden slog Grand Theft Auto V dess föregångare Grand Theft Auto IV:s sammanlagda försäljning.
Den 7 oktober 2013 blev Grand Theft Auto V den största digitala utgivelsen på Playstation Store till Playstation 3, och slog det tidigare rekordet som sattes av The Last of Us. Dock har försäljningssiffrorna inte avslöjats än.

### Utmärkelser
Grand Theft Auto V mottog flera nomineringar och utmärkelser från spelpublikationer. Innan dess utgivning vann spelet utmärkelsen Most Anticipated Game på Spike Video Game Awards. Spelet var webbplatserna Metacritics och Gamerankings "högst rankade spel år 2013". Spelet fick utmärkelser från den oberoende journalisten Tom Chick, CNET, Edge, 31st Golden joystick Awards, det 5:e årliga Inside Gaming Awards, Spike VGX 2013 Awards, Slant Magazine och Time. Det namngavs också som Best Xbox Game av Canada.com, Gamespot och IGN, samt som Best Multi Game av Destructoid. Rockstar Games och Rockstar North vann Best Studio och Best Developer från Edge och BAFTA Academy Fellowship Award under det 10:e British Academy Video Games Awards.
Spelets olika delar fick också utmärkelser. Två rollfigurer, Trevor Philips och Lamar Davis, fick flera nomineringar för Best Character och Lamar vann priset från Giant Bomb. Musiken fick också utmärkelser från Spike VGX, Hardcore Gamer och The Daily Telegraph. Grand Theft Auto Online vann Best Multiplayer från Gametrailers och BAFTA, samt Best Xbox 360 Multiplayer från IGN. Online nominerades också för Biggest Disappointment från Game Revolution och Hardcore Gamer. Grand Theft Auto V vann Best Technical Achievement i Telegraph Video Game Awards, och Best Technology under 14th Game Developers Choice Awards. Den grafiska och konstnärliga designen fick också utmärkelser från IGN, The Daily Telegraph och BAFTA, samt en nominering under Game Developers Choice Awards.
Grand Theft Auto V fick också flera andra utmärkelser. Det tilldelades titeln Most Immersive Game under Inside Gaming Awards. Allmänheten röstade också på spelet för att ta emot vissa utmärkelser, såsom User Choice Award under PlayStation Awards 2013,
 samt Community Choice award av Destructoid. Spelet fick Platinum Award på PlayStation Awards och utsågs till Best British Game av BAFTA. I IGN:s Best of 2013 Awards fick spelet flera utmärkelser, däribland Best Xbox 360 Graphics, Best Xbox 360 Sound och Best Action Game på Xbox 360, Playstation 3 och samtliga konsoler.
| \| Datum \| Utmärkelse \| Kategori \| Mottagare \| Resultat \| Ref. \| \| ---------------- \| --------------------------------------------- \| ----------------------------------------- \| ---------------------------------------------------- \| --------- \| ----- \| \| 13 december 2011 \| 2012 Spike Video Game Awards \| Most Anticipated Game \| Grand Theft Auto V \| Vann \| [184] \| \| 25 oktober 2013 \| 31st Golden Joystick Awards \| Game of the Year \| Grand Theft Auto V \| Vann \| [190] \| \| 2 december 2013 \| 18th Satellite Awards \| Outstanding Action / Adventure Video Game \| Grand Theft Auto V \| Nominerad \| [215] \| \| 3 december 2013 \| Good Game Awards 2013 \| Best Game \| Grand Theft Auto V \| Nominerad \| [216] \| \| 3 december 2013 \| Good Game Awards 2013 \| Most Memorable Moment \| Looking out over Los Santos as Trevor \| Nominerad \| [217] \| \| 3 december 2013 \| Time's 25 Best Video Games of 2013 \| Best Video Game \| Grand Theft Auto V \| Vann \| [194] \| \| 4 december 2013 \| 5th Annual Inside Gaming Awards \| Game of the Year \| Grand Theft Auto V \| Vann \| [191] \| \| 4 december 2013 \| 5th Annual Inside Gaming Awards \| Most Immersive \| Grand Theft Auto V \| Vann \| [191] \| \| 4 december 2013 \| 5th Annual Inside Gaming Awards \| Best Voice Acting \| Grand Theft Auto V \| Nominerad \| [191] \| \| 4 december 2013 \| 5th Annual Inside Gaming Awards \| Best Trailer \| Franklin Trailer \| Nominerad \| [191] \| \| 4 december 2013 \| 5th Annual Inside Gaming Awards \| Gamers' Choice \| Grand Theft Auto V \| Nominerad \| [191] \| \| 7 december 2013 \| Cheat Code Central's 7th Annual Cody Awards \| Studio of the Year \| Rockstar North \| Tvåa \| [218] \| \| 7 december 2013 \| Cheat Code Central's 7th Annual Cody Awards \| Game of the Year \| Grand Theft Auto V \| Nominerad \| [219] \| \| 7 december 2013 \| Cheat Code Central's 7th Annual Cody Awards \| Best Sound \| Grand Theft Auto V \| Nominerad \| [220] \| \| 7 december 2013 \| Cheat Code Central's 7th Annual Cody Awards \| Best Male Character \| Trevor Philips \| Nominerad \| [221] \| \| 7 december 2013 \| Cheat Code Central's 7th Annual Cody Awards \| Best Xbox Game \| Grand Theft Auto V \| Nominerad \| [222] \| \| 7 december 2013 \| Cheat Code Central's 7th Annual Cody Awards \| Best Action/Adventure Game \| Grand Theft Auto V \| Nominerad \| [223] \| \| 7 december 2013 \| Spike VGX 2013 \| Game of the Year \| Grand Theft Auto V \| Vann \| [192] \| \| 7 december 2013 \| Spike VGX 2013 \| Best Soundtrack \| Grand Theft Auto V \| Vann \| [192] \| \| 7 december 2013 \| Spike VGX 2013 \| Studio of the Year \| Rockstar North \| Nominerad \| [224] \| \| 7 december 2013 \| Spike VGX 2013 \| Best Action Adventure Game \| Grand Theft Auto V \| Nominerad \| [224] \| \| 7 december 2013 \| Spike VGX 2013 \| Best Xbox Game \| Grand Theft Auto V \| Nominerad \| [224] \| \| 7 december 2013 \| Spike VGX 2013 \| Best PlayStation Game \| Grand Theft Auto V \| Nominerad \| [224] \| \| 7 december 2013 \| Spike VGX 2013 \| Best Voice Actor \| Steven Ogg som Trevor Philips \| Nominerad \| [224] \| \| 7 december 2013 \| Spike VGX 2013 \| Best Song in a Game \| "ADHD" av Kendrick Lamar \| Nominerad \| [224] \| \| 7 december 2013 \| Spike VGX 2013 \| Best Song in a Game \| "Sleepwalking" av The Chain Gang of 1974 \| Nominerad \| [224] \| \| 7 december 2013 \| Spike VGX 2013 \| Character of the Year \| Trevor Philips \| Nominerad \| [224] \| \| 9 december 2013 \| Slant Magazine's 25 Best Video Games of 2013 \| Best Video Game \| Grand Theft Auto V \| Vann \| [193] \| \| 15 december 2013 \| GameSpot's Game of the Year 2013 Awards \| Xbox 360 Game of the Year \| Grand Theft Auto V \| Vann \| [196] \| \| 13 december 2013 \| GameSpot's Game of the Year 2013 Awards \| PS3 Game of the Year \| Grand Theft Auto V \| Nominerad \| [225] \| \| 19 december 2013 \| GameSpot's Game of the Year 2013 Awards \| Game of the Year \| Grand Theft Auto V \| Nominerad \| [226] \| \| 17 december 2013 \| Canada.com's Top video games of 2013 \| Best Xbox Game \| Grand Theft Auto V \| Vann \| [195] \| \| 17 december 2013 \| Game Revolution's Best of 2013 Awards \| Best Developer \| Rockstar North \| Nominerad \| [227] \| \| 17 december 2013 \| Game Revolution's Best of 2013 Awards \| Biggest Disappointment \| Grand Theft Auto Online \| Nominerad \| [206] \| \| 20 december 2013 \| Game Revolution's Best of 2013 Awards \| Game of the Year \| Grand Theft Auto V \| Nominerad \| [228] \| \| 18 december 2013 \| c-net's 15 best video games of 2013 \| Best Video Game \| Grand Theft Auto V \| Vann \| [188] \| \| 19 december 2013 \| The New Zealand Herald's 2013 in review \| Best Game \| Grand Theft Auto V \| Andra \| [229] \| \| 20 december 2013 \| Digital Spy's best games of 2013 \| Best Game \| Grand Theft Auto V \| Femte \| [230] \| \| 20 december 2013 \| Entertainment Weekly \| Best Game \| Grand Theft Auto V \| Tredje \| [231] \| \| 20 december 2013 \| The Guardian's Top 25 video games of 2013 \| Best Game \| Grand Theft Auto V \| Fjärde \| [232] \| \| 20 december 2013 \| Wired's Top 10 Best Videogames of 2013 \| Best Game \| Grand Theft Auto V \| Åttonde \| [233] \| \| 21 december 2013 \| Hardcore Gamer's Game of the Year Awards 2013 \| Best Original Soundtrack \| Grand Theft Auto V \| Vann \| [202] \| \| 21 december 2013 \| Hardcore Gamer's Game of the Year Awards 2013 \| Best New Character \| Trevor Philips \| Nominerad \| [234] \| \| 21 december 2013 \| Hardcore Gamer's Game of the Year Awards 2013 \| Best Writing \| Grand Theft Auto V \| Nominerad \| [235] \| \| 21 december 2013 \| Hardcore Gamer's Game of the Year Awards 2013 \| The Sequel of Sequels \| Grand Theft Auto V \| Nominerad \| [236] \| \| 21 december 2013 \| Hardcore Gamer's Game of the Year Awards 2013 \| Most Disappointing \| Grand Theft Auto Online \| Nominerad \| [207] \| \| 23 december 2013 \| Hardcore Gamer's Game of the Year Awards 2013 \| Game of the Year \| Grand Theft Auto V \| Tvåa \| [237] \| \| 23 december 2013 \| Hardcore Gamer's Game of the Year Awards 2013 \| Best Developer \| Rockstar North \| Nominerad \| [238] \| \| 21 december 2013 \| IGN Australia's Top 12 Games of 2013 \| Best Game \| Grand Theft Auto V \| Andra \| [239] \| \| 24 december 2013 \| Destructoid's Best of 2013 \| Best Multiplatform Game \| Grand Theft Auto V \| Vann \| [198] \| \| 24 december 2013 \| Destructoid's Best of 2013 \| Community Choice \| Grand Theft Auto V \| Tvåa \| [211] \| \| 24 december 2013 \| Destructoid's Best of 2013 \| Game of the Year \| Grand Theft Auto V \| Nominerad \| [240] \| \| 24 december 2013 \| Destructoid's Best of 2013 \| Best Story \| Grand Theft Auto V \| Nominerad \| [241] \| \| 24 december 2013 \| Destructoid's Best of 2013 \| Best Action Game \| Grand Theft Auto V \| Nominerad \| [242] \| \| 24 december 2013 \| Destructoid's Best of 2013 \| Best Character \| Trevor Philips \| Nominerad \| [243] \| \| 24 december 2013 \| Destructoid's Best of 2013 \| Best Soundtrack \| Grand Theft Auto V \| Nominerad \| [244] \| \| 24 december 2013 \| Giant Bomb's 2013 Game of the Year Awards \| Best New Character \| Lamar Davis \| Vann \| [201] \| \| 24 december 2013 \| Giant Bomb's 2013 Game of the Year Awards \| Best Music \| Grand Theft Auto V \| Nominerad \| [201] \| \| 26 december 2013 \| Ars Technica \| Best Game \| Grand Theft Auto V \| Fjärde \| [245] \| \| 26 december 2013 \| Edge Awards 2013 \| Best Game \| Grand Theft Auto V \| Vann \| [189] \| \| 28 december 2013 \| Edge Awards 2013 \| Best Audio Design \| Grand Theft Auto V \| Tvåa \| [246] \| \| 30 december 2013 \| Edge Awards 2013 \| Studio of the Year \| Rockstar North \| Vann \| [199] \| \| 29 december 2013 \| EGM's Best of 2013 \| Best Game \| Grand Theft Auto V \| Andra \| [247] \| \| 31 december 2013 \| Telegraph Video Game Awards 2013 \| Best Art Direction \| Aaron Garbut \| Vann \| [203] \| \| 31 december 2013 \| Telegraph Video Game Awards 2013 \| Best Technical Achievement \| Grand Theft Auto V \| Vann \| [203] \| \| 31 december 2013 \| Telegraph Video Game Awards 2013 \| Game of the Year \| Grand Theft Auto V \| Nominerad \| [203] \| \| 31 december 2013 \| Telegraph Video Game Awards 2013 \| Best Director \| Leslie Benzies \| Nominerad \| [203] \| \| 31 december 2013 \| Telegraph Video Game Awards 2013 \| Best Script \| Dan Houser \| Nominerad \| [203] \| \| 31 december 2013 \| Telegraph Video Game Awards 2013 \| Best Performer \| Steven Ogg som Trevor Philips \| Nominerad \| [203] \| \| 31 december 2013 \| Telegraph Video Game Awards 2013 \| Best Original Score \| Woody Jackson, Tangerine Dream, Oh No, The Alchemist \| Nominerad \| [203] \| \| 31 december 2013 \| Telegraph Video Game Awards 2013 \| Best Developer \| Rockstar North \| Nominerad \| [203] \| \| 1 januari 2014 \| The Escapist Awards 2013 \| Best Action-Adventure Game \| Grand Theft Auto V \| Nominerad \| [248] \| \| 7 januari 2014 \| GameTrailers Game of the Year Awards 2013 \| Best Multiplayer \| Grand Theft Auto Online \| Vann \| [204] \| \| 7 januari 2014 \| GameTrailers Game of the Year Awards 2013 \| Best Multiplatform \| Grand Theft Auto V \| Vann \| [204] \| \| 3 januari 2014 \| GameTrailers' Game of the Year Awards \| Game of the Year \| Grand Theft Auto V \| Nominerad \| [249] \| \| 7 januari 2014 \| GameTrailers Game of the Year Awards 2013 \| Game of the Year \| Grand Theft Auto V \| Nominerad \| [204] \| \| 7 januari 2014 \| GameTrailers Game of the Year Awards 2013 \| Best Soundtrack \| Grand Theft Auto V \| Nominerad \| [204] \| \| 7 januari 2014 \| GameTrailers Game of the Year Awards 2013 \| Best Third Person Shooter \| Grand Theft Auto V \| Nominerad \| [204] \| \| 9 januari 2014 \| 14th Annual Game Developers Choice Awards \| Best Technology \| Grand Theft Auto V \| Vann \| [208] \| \| 9 januari 2014 \| 14th Annual Game Developers Choice Awards \| Game of the Year \| Grand Theft Auto V \| Nominerad \| [208] \| \| 9 januari 2014 \| 14th Annual Game Developers Choice Awards \| Best Audio \| Grand Theft Auto V \| Nominerad \| [208] \| \| 9 januari 2014 \| 14th Annual Game Developers Choice Awards \| Best Design \| Grand Theft Auto V \| Nominerad \| [208] \| \| 9 januari 2014 \| IGN's Best of 2013 \| Best Xbox 360 Action Game \| Grand Theft Auto V \| Vann \| [250] \| \| 9 januari 2014 \| IGN's Best of 2013 \| Best Xbox 360 Multiplayer Game \| Grand Theft Auto V \| Vann \| [205] \| \| 9 januari 2014 \| IGN's Best of 2013 \| Best Xbox 360 Graphics \| Grand Theft Auto V \| Vann \| [209] \| \| 9 januari 2014 \| IGN's Best of 2013 \| Best Xbox 360 Sound \| Grand Theft Auto V \| Vann \| [212] \| \| 9 januari 2014 \| IGN's Best of 2013 \| Best Xbox 360 Game \| Grand Theft Auto V \| Vann \| [197] \| \| 9 januari 2014 \| IGN's Best of 2013 \| Best PS3 Action Game \| Grand Theft Auto V \| Vann \| [213] \| \| 10 januari 2014 \| IGN's Best of 2013 \| Best Overall Action Game \| Grand Theft Auto V \| Vann \| [214] \| \| 9 januari 2014 \| IGN's Best of 2013 \| Best Xbox 360 Story \| Grand Theft Auto V \| Nominerad \| [251] \| \| 9 januari 2014 \| IGN's Best of 2013 \| Best PS3 Multiplayer Game \| Grand Theft Auto V \| Nominerad \| [252] \| \| 9 januari 2014 \| IGN's Best of 2013 \| Best PS3 Sound \| Grand Theft Auto V \| Nominerad \| [253] \| \| 9 januari 2014 \| IGN's Best of 2013 \| Best PS3 Story \| Grand Theft Auto V \| Nominerad \| [254] \| \| 9 januari 2014 \| IGN's Best of 2013 \| Best PS3 Game \| Grand Theft Auto V \| Nominerad \| [255] \| \| 10 januari 2014 \| IGN's Best of 2013 \| Game of the Year \| Grand Theft Auto V \| Nominerad \| [256] \| \| 10 januari 2014 \| IGN's Best of 2013 \| Best Overall Multiplayer Game \| Grand Theft Auto V \| Nominerad \| [257] \| \| 10 januari 2014 \| IGN's Best of 2013 \| Best Overall Graphics - Technology \| Grand Theft Auto V \| Nominerad \| [258] \| \| 14 januari 2014 \| Polygon's Games of the Year 2013 \| Game of the Year \| Grand Theft Auto V \| Sjunde \| [259] \| \| 21 januari 2014 \| GamesRadar's Game of the year 2013 \| Game of the Year \| Grand Theft Auto V \| Fjärde \| [260] \| \| 13 mars 2014 \| 10th British Academy Video Games Awards \| Action & Adventure \| Grand Theft Auto V \| Nominerad \| [200] \| \| 13 mars 2014 \| 10th British Academy Video Games Awards \| Audio Achievement \| Grand Theft Auto V \| Nominerad \| [200] \| \| 13 mars 2014 \| 10th British Academy Video Games Awards \| Best Game \| Grand Theft Auto V \| Nominerad \| [200] \| \| 13 mars 2014 \| 10th British Academy Video Games Awards \| British Game \| Grand Theft Auto V \| Vann \| [200] \| \| 13 mars 2014 \| 10th British Academy Video Games Awards \| Game Design \| Grand Theft Auto V \| Vann \| [200] \| \| 13 mars 2014 \| 10th British Academy Video Games Awards \| Game Innovation \| Grand Theft Auto V \| Nominerad \| [200] \| \| 13 mars 2014 \| 10th British Academy Video Games Awards \| Multiplayer \| Grand Theft Auto Online \| Vann \| [200] \| \| 13 mars 2014 \| 10th British Academy Video Games Awards \| Performer \| Steven Ogg som Trevor Philips \| Nominerad \| [200] \| \| 13 mars 2014 \| 10th British Academy Video Games Awards \| Story \| Grand Theft Auto V \| Nominerad \| [200] \| \| 5 december 2014 \| The Game Awards 2014 \| Best Remaster \| Grand Theft Auto V \| Vann \| [261] \| \| 10 december 2014 \| GameSpot's Game of the Year 2013 Awards \| Best Reissue of the Year \| Grand Theft Auto V \| Vann \| [262] \| |                                               |                                           |                                                      |           |         |
| Datum | Utmärkelse                                    | Kategori                                  | Mottagare                                            | Resultat  | Ref.    |
| 13 december 2011 | 2012 Spike Video Game Awards                  | Most Anticipated Game                     | Grand Theft Auto V                                   | Vann      | [ 184 ] |
| 25 oktober 2013 | 31st Golden Joystick Awards                   | Game of the Year                          | Grand Theft Auto V                                   | Vann      | [ 190 ] |
| 2 december 2013 | 18th Satellite Awards                         | Outstanding Action / Adventure Video Game | Grand Theft Auto V                                   | Nominerad | [ 215 ] |
| 3 december 2013 | Good Game Awards 2013                         | Best Game                                 | Grand Theft Auto V                                   | Nominerad | [ 216 ] |
| 3 december 2013 | Good Game Awards 2013                         | Most Memorable Moment                     | Looking out over Los Santos as Trevor                | Nominerad | [ 217 ] |
| 3 december 2013 | Time's 25 Best Video Games of 2013            | Best Video Game                           | Grand Theft Auto V                                   | Vann      | [ 194 ] |
| 4 december 2013 | 5th Annual Inside Gaming Awards               | Game of the Year                          | Grand Theft Auto V                                   | Vann      | [ 191 ] |
| 4 december 2013 | 5th Annual Inside Gaming Awards               | Most Immersive                            | Grand Theft Auto V                                   | Vann      | [ 191 ] |
| 4 december 2013 | 5th Annual Inside Gaming Awards               | Best Voice Acting                         | Grand Theft Auto V                                   | Nominerad | [ 191 ] |
| 4 december 2013 | 5th Annual Inside Gaming Awards               | Best Trailer                              | Franklin Trailer                                     | Nominerad | [ 191 ] |
| 4 december 2013 | 5th Annual Inside Gaming Awards               | Gamers' Choice                            | Grand Theft Auto V                                   | Nominerad | [ 191 ] |
| 7 december 2013 | Cheat Code Central's 7th Annual Cody Awards   | Studio of the Year                        | Rockstar North                                       | Tvåa      | [ 218 ] |
| 7 december 2013 | Cheat Code Central's 7th Annual Cody Awards   | Game of the Year                          | Grand Theft Auto V                                   | Nominerad | [ 219 ] |
| 7 december 2013 | Cheat Code Central's 7th Annual Cody Awards   | Best Sound                                | Grand Theft Auto V                                   | Nominerad | [ 220 ] |
| 7 december 2013 | Cheat Code Central's 7th Annual Cody Awards   | Best Male Character                       | Trevor Philips                                       | Nominerad | [ 221 ] |
| 7 december 2013 | Cheat Code Central's 7th Annual Cody Awards   | Best Xbox Game                            | Grand Theft Auto V                                   | Nominerad | [ 222 ] |
| 7 december 2013 | Cheat Code Central's 7th Annual Cody Awards   | Best Action/Adventure Game                | Grand Theft Auto V                                   | Nominerad | [ 223 ] |
| 7 december 2013 | Spike VGX 2013                                | Game of the Year                          | Grand Theft Auto V                                   | Vann      | [ 192 ] |
| 7 december 2013 | Spike VGX 2013                                | Best Soundtrack                           | Grand Theft Auto V                                   | Vann      | [ 192 ] |
| 7 december 2013 | Spike VGX 2013                                | Studio of the Year                        | Rockstar North                                       | Nominerad | [ 224 ] |
| 7 december 2013 | Spike VGX 2013                                | Best Action Adventure Game                | Grand Theft Auto V                                   | Nominerad | [ 224 ] |
| 7 december 2013 | Spike VGX 2013                                | Best Xbox Game                            | Grand Theft Auto V                                   | Nominerad | [ 224 ] |
| 7 december 2013 | Spike VGX 2013                                | Best PlayStation Game                     | Grand Theft Auto V                                   | Nominerad | [ 224 ] |
| 7 december 2013 | Spike VGX 2013                                | Best Voice Actor                          | Steven Ogg som Trevor Philips                        | Nominerad | [ 224 ] |
| 7 december 2013 | Spike VGX 2013                                | Best Song in a Game                       | "ADHD" av Kendrick Lamar                             | Nominerad | [ 224 ] |
| 7 december 2013 | Spike VGX 2013                                | Best Song in a Game                       | "Sleepwalking" av The Chain Gang of 1974             | Nominerad | [ 224 ] |
| 7 december 2013 | Spike VGX 2013                                | Character of the Year                     | Trevor Philips                                       | Nominerad | [ 224 ] |
| 9 december 2013 | Slant Magazine's 25 Best Video Games of 2013  | Best Video Game                           | Grand Theft Auto V                                   | Vann      | [ 193 ] |
| 15 december 2013 | GameSpot's Game of the Year 2013 Awards       | Xbox 360 Game of the Year                 | Grand Theft Auto V                                   | Vann      | [ 196 ] |
| 13 december 2013 | GameSpot's Game of the Year 2013 Awards       | PS3 Game of the Year                      | Grand Theft Auto V                                   | Nominerad | [ 225 ] |
| 19 december 2013 | GameSpot's Game of the Year 2013 Awards       | Game of the Year                          | Grand Theft Auto V                                   | Nominerad | [ 226 ] |
| 17 december 2013 | Canada.com's Top video games of 2013          | Best Xbox Game                            | Grand Theft Auto V                                   | Vann      | [ 195 ] |
| 17 december 2013 | Game Revolution's Best of 2013 Awards         | Best Developer                            | Rockstar North                                       | Nominerad | [ 227 ] |
| 17 december 2013 | Game Revolution's Best of 2013 Awards         | Biggest Disappointment                    | Grand Theft Auto Online                              | Nominerad | [ 206 ] |
| 20 december 2013 | Game Revolution's Best of 2013 Awards         | Game of the Year                          | Grand Theft Auto V                                   | Nominerad | [ 228 ] |
| 18 december 2013 | c-net's 15 best video games of 2013           | Best Video Game                           | Grand Theft Auto V                                   | Vann      | [ 188 ] |
| 19 december 2013 | The New Zealand Herald's 2013 in review       | Best Game                                 | Grand Theft Auto V                                   | Andra     | [ 229 ] |
| 20 december 2013 | Digital Spy's best games of 2013              | Best Game                                 | Grand Theft Auto V                                   | Femte     | [ 230 ] |
| 20 december 2013 | Entertainment Weekly                          | Best Game                                 | Grand Theft Auto V                                   | Tredje    | [ 231 ] |
| 20 december 2013 | The Guardian's Top 25 video games of 2013     | Best Game                                 | Grand Theft Auto V                                   | Fjärde    | [ 232 ] |
| 20 december 2013 | Wired's Top 10 Best Videogames of 2013        | Best Game                                 | Grand Theft Auto V                                   | Åttonde   | [ 233 ] |
| 21 december 2013 | Hardcore Gamer's Game of the Year Awards 2013 | Best Original Soundtrack                  | Grand Theft Auto V                                   | Vann      | [ 202 ] |
| 21 december 2013 | Hardcore Gamer's Game of the Year Awards 2013 | Best New Character                        | Trevor Philips                                       | Nominerad | [ 234 ] |
| 21 december 2013 | Hardcore Gamer's Game of the Year Awards 2013 | Best Writing                              | Grand Theft Auto V                                   | Nominerad | [ 235 ] |
| 21 december 2013 | Hardcore Gamer's Game of the Year Awards 2013 | The Sequel of Sequels                     | Grand Theft Auto V                                   | Nominerad | [ 236 ] |
| 21 december 2013 | Hardcore Gamer's Game of the Year Awards 2013 | Most Disappointing                        | Grand Theft Auto Online                              | Nominerad | [ 207 ] |
| 23 december 2013 | Hardcore Gamer's Game of the Year Awards 2013 | Game of the Year                          | Grand Theft Auto V                                   | Tvåa      | [ 237 ] |
| 23 december 2013 | Hardcore Gamer's Game of the Year Awards 2013 | Best Developer                            | Rockstar North                                       | Nominerad | [ 238 ] |
| 21 december 2013 | IGN Australia's Top 12 Games of 2013          | Best Game                                 | Grand Theft Auto V                                   | Andra     | [ 239 ] |
| 24 december 2013 | Destructoid's Best of 2013                    | Best Multiplatform Game                   | Grand Theft Auto V                                   | Vann      | [ 198 ] |
| 24 december 2013 | Destructoid's Best of 2013                    | Community Choice                          | Grand Theft Auto V                                   | Tvåa      | [ 211 ] |
| 24 december 2013 | Destructoid's Best of 2013                    | Game of the Year                          | Grand Theft Auto V                                   | Nominerad | [ 240 ] |
| 24 december 2013 | Destructoid's Best of 2013                    | Best Story                                | Grand Theft Auto V                                   | Nominerad | [ 241 ] |
| 24 december 2013 | Destructoid's Best of 2013                    | Best Action Game                          | Grand Theft Auto V                                   | Nominerad | [ 242 ] |
| 24 december 2013 | Destructoid's Best of 2013                    | Best Character                            | Trevor Philips                                       | Nominerad | [ 243 ] |
| 24 december 2013 | Destructoid's Best of 2013                    | Best Soundtrack                           | Grand Theft Auto V                                   | Nominerad | [ 244 ] |
| 24 december 2013 | Giant Bomb's 2013 Game of the Year Awards     | Best New Character                        | Lamar Davis                                          | Vann      | [ 201 ] |
| 24 december 2013 | Giant Bomb's 2013 Game of the Year Awards     | Best Music                                | Grand Theft Auto V                                   | Nominerad | [ 201 ] |
| 26 december 2013 | Ars Technica                                  | Best Game                                 | Grand Theft Auto V                                   | Fjärde    | [ 245 ] |
| 26 december 2013 | Edge Awards 2013                              | Best Game                                 | Grand Theft Auto V                                   | Vann      | [ 189 ] |
| 28 december 2013 | Edge Awards 2013                              | Best Audio Design                         | Grand Theft Auto V                                   | Tvåa      | [ 246 ] |
| 30 december 2013 | Edge Awards 2013                              | Studio of the Year                        | Rockstar North                                       | Vann      | [ 199 ] |
| 29 december 2013 | EGM's Best of 2013                            | Best Game                                 | Grand Theft Auto V                                   | Andra     | [ 247 ] |
| 31 december 2013 | Telegraph Video Game Awards 2013              | Best Art Direction                        | Aaron Garbut                                         | Vann      | [ 203 ] |
| 31 december 2013 | Telegraph Video Game Awards 2013              | Best Technical Achievement                | Grand Theft Auto V                                   | Vann      | [ 203 ] |
| 31 december 2013 | Telegraph Video Game Awards 2013              | Game of the Year                          | Grand Theft Auto V                                   | Nominerad | [ 203 ] |
| 31 december 2013 | Telegraph Video Game Awards 2013              | Best Director                             | Leslie Benzies                                       | Nominerad | [ 203 ] |
| 31 december 2013 | Telegraph Video Game Awards 2013              | Best Script                               | Dan Houser                                           | Nominerad | [ 203 ] |
| 31 december 2013 | Telegraph Video Game Awards 2013              | Best Performer                            | Steven Ogg som Trevor Philips                        | Nominerad | [ 203 ] |
| 31 december 2013 | Telegraph Video Game Awards 2013              | Best Original Score                       | Woody Jackson, Tangerine Dream, Oh No, The Alchemist | Nominerad | [ 203 ] |
| 31 december 2013 | Telegraph Video Game Awards 2013              | Best Developer                            | Rockstar North                                       | Nominerad | [ 203 ] |
| 1 januari 2014 | The Escapist Awards 2013                      | Best Action-Adventure Game                | Grand Theft Auto V                                   | Nominerad | [ 248 ] |
| 7 januari 2014 | GameTrailers Game of the Year Awards 2013     | Best Multiplayer                          | Grand Theft Auto Online                              | Vann      | [ 204 ] |
| 7 januari 2014 | GameTrailers Game of the Year Awards 2013     | Best Multiplatform                        | Grand Theft Auto V                                   | Vann      | [ 204 ] |
| 3 januari 2014 | GameTrailers' Game of the Year Awards         | Game of the Year                          | Grand Theft Auto V                                   | Nominerad | [ 249 ] |
| 7 januari 2014 | GameTrailers Game of the Year Awards 2013     | Game of the Year                          | Grand Theft Auto V                                   | Nominerad | [ 204 ] |
| 7 januari 2014 | GameTrailers Game of the Year Awards 2013     | Best Soundtrack                           | Grand Theft Auto V                                   | Nominerad | [ 204 ] |
| 7 januari 2014 | GameTrailers Game of the Year Awards 2013     | Best Third Person Shooter                 | Grand Theft Auto V                                   | Nominerad | [ 204 ] |
| 9 januari 2014 | 14th Annual Game Developers Choice Awards     | Best Technology                           | Grand Theft Auto V                                   | Vann      | [ 208 ] |
| 9 januari 2014 | 14th Annual Game Developers Choice Awards     | Game of the Year                          | Grand Theft Auto V                                   | Nominerad | [ 208 ] |
| 9 januari 2014 | 14th Annual Game Developers Choice Awards     | Best Audio                                | Grand Theft Auto V                                   | Nominerad | [ 208 ] |
| 9 januari 2014 | 14th Annual Game Developers Choice Awards     | Best Design                               | Grand Theft Auto V                                   | Nominerad | [ 208 ] |
| 9 januari 2014 | IGN's Best of 2013                            | Best Xbox 360 Action Game                 | Grand Theft Auto V                                   | Vann      | [ 250 ] |
| 9 januari 2014 | IGN's Best of 2013                            | Best Xbox 360 Multiplayer Game            | Grand Theft Auto V                                   | Vann      | [ 205 ] |
| 9 januari 2014 | IGN's Best of 2013                            | Best Xbox 360 Graphics                    | Grand Theft Auto V                                   | Vann      | [ 209 ] |
| 9 januari 2014 | IGN's Best of 2013                            | Best Xbox 360 Sound                       | Grand Theft Auto V                                   | Vann      | [ 212 ] |
| 9 januari 2014 | IGN's Best of 2013                            | Best Xbox 360 Game                        | Grand Theft Auto V                                   | Vann      | [ 197 ] |
| 9 januari 2014 | IGN's Best of 2013                            | Best PS3 Action Game                      | Grand Theft Auto V                                   | Vann      | [ 213 ] |
| 10 januari 2014 | IGN's Best of 2013                            | Best Overall Action Game                  | Grand Theft Auto V                                   | Vann      | [ 214 ] |
| 9 januari 2014 | IGN's Best of 2013                            | Best Xbox 360 Story                       | Grand Theft Auto V                                   | Nominerad | [ 251 ] |
| 9 januari 2014 | IGN's Best of 2013                            | Best PS3 Multiplayer Game                 | Grand Theft Auto V                                   | Nominerad | [ 252 ] |
| 9 januari 2014 | IGN's Best of 2013                            | Best PS3 Sound                            | Grand Theft Auto V                                   | Nominerad | [ 253 ] |
| 9 januari 2014 | IGN's Best of 2013                            | Best PS3 Story                            | Grand Theft Auto V                                   | Nominerad | [ 254 ] |
| 9 januari 2014 | IGN's Best of 2013                            | Best PS3 Game                             | Grand Theft Auto V                                   | Nominerad | [ 255 ] |
| 10 januari 2014 | IGN's Best of 2013                            | Game of the Year                          | Grand Theft Auto V                                   | Nominerad | [ 256 ] |
| 10 januari 2014 | IGN's Best of 2013                            | Best Overall Multiplayer Game             | Grand Theft Auto V                                   | Nominerad | [ 257 ] |
| 10 januari 2014 | IGN's Best of 2013                            | Best Overall Graphics - Technology        | Grand Theft Auto V                                   | Nominerad | [ 258 ] |
| 14 januari 2014 | Polygon's Games of the Year 2013              | Game of the Year                          | Grand Theft Auto V                                   | Sjunde    | [ 259 ] |
| 21 januari 2014 | GamesRadar's Game of the year 2013            | Game of the Year                          | Grand Theft Auto V                                   | Fjärde    | [ 260 ] |
| 13 mars 2014 | 10th British Academy Video Games Awards       | Action & Adventure                        | Grand Theft Auto V                                   | Nominerad | [ 200 ] |
| 13 mars 2014 | 10th British Academy Video Games Awards       | Audio Achievement                         | Grand Theft Auto V                                   | Nominerad | [ 200 ] |
| 13 mars 2014 | 10th British Academy Video Games Awards       | Best Game                                 | Grand Theft Auto V                                   | Nominerad | [ 200 ] |
| 13 mars 2014 | 10th British Academy Video Games Awards       | British Game                              | Grand Theft Auto V                                   | Vann      | [ 200 ] |
| 13 mars 2014 | 10th British Academy Video Games Awards       | Game Design                               | Grand Theft Auto V                                   | Vann      | [ 200 ] |
| 13 mars 2014 | 10th British Academy Video Games Awards       | Game Innovation                           | Grand Theft Auto V                                   | Nominerad | [ 200 ] |
| 13 mars 2014 | 10th British Academy Video Games Awards       | Multiplayer                               | Grand Theft Auto Online                              | Vann      | [ 200 ] |
| 13 mars 2014 | 10th British Academy Video Games Awards       | Performer                                 | Steven Ogg som Trevor Philips                        | Nominerad | [ 200 ] |
| 13 mars 2014 | 10th British Academy Video Games Awards       | Story                                     | Grand Theft Auto V                                   | Nominerad | [ 200 ] |
| 5 december 2014 | The Game Awards 2014                          | Best Remaster                             | Grand Theft Auto V                                   | Vann      | [ 261 ] |
| 10 december 2014 | GameSpot's Game of the Year 2013 Awards       | Best Reissue of the Year                  | Grand Theft Auto V                                   | Vann      | [ 262 ] |

## Kontrovers

### Skildring av tortyr
Ett uppdrag i spelet under namnet "By the Book" skapade betydande kontroverser från kritiker och förespråkare för mänskliga rättigheter för dess skildring av tortyr. I uppdraget förhör Trevor en man vid namn "Mr K" för att skaffa information om en azerbajdzjansk flykting som utgör ett hot mot FIB. Trevor använder tortyrredskap på den fastbundne mannen, som spelaren väljer från ett bord. När Mr K har gett FIB tillräckligt med information blir Trevor uppmanad att döda honom, men istället kör han Mr K till stadens flygplats och ger honom chansen att fly från landet. Medan Trevor kör Mr K dit berättar han för honom om tortyrens ineffektivitet. Han påpekade också att Mr K frivilligt skulle ha gett informationen till FIB för att undgå tortyren, och uttryckte att tortyr används som ett maktspel "för att hävda oss själva". Denna sentimentalitet fick många kritiker uppfattningen att tortyrsekvensen och Trevors monolog fungerade som ett politiskt uttalande om USA:s regerings användning av tortyr, men att uppdraget var omotiverat våldsamt och av dålig smak. Keza MacDonald medgav att uppdraget var en slagkraftig satir, men hade svårt att spela det och kände att det "gick över smakens gräns". På samma sätt kände Carolyn Petit om att placeringen av tortyrscenen i samband med monologen skapade ett hyckleri om uppdragets funktion som en sorts uttalandeapparat. Tom Bramwell skrev en uppsats angående om uppdragets politiska uttalanden rättfärdigar sitt våld och dess störande scen. Han accepterade att Grand Theft Auto-serien är synonymt med kontroverser, men kände att i tidigare spel var spelaren fristående från våld tack vare tredjepersonskameran, fast att effekterna i "By The Book" betonades genom dess närbildskamera och Quick Time Events. Han hänförde uppdraget till kontroverserna om uppdraget ”No Russian” i spelet Call of Duty: Modern Warfare 2 i sin brist av lämpligt innehåll. Han drog slutsatsen om att försvara utvecklarnas rätt att placera uppdraget i spelet, men beskrev det som en "felaktig sekvens" som urholkat sig från andra delar av spelet. Dan Silver från Daily Mirror, som också var obekväm med uppdragets innehåll, medgav att det var en uttalandeapparat men kände att den var felplacerad och som förringade "Rockstars subtila budskap". Keith Best från Freedom from Torture sade att uppdraget "korsade en gräns genom att verksamt tvinga människor att ta på sig rollen som en bödel och utföra en rad avskyvärda handlingar". Erik Kain från Forbes svarade på Bests kommentarer och försvarade tortyrsekvensen, då han noterade att den våldsamma tortyrscenens, kombinerad med Trevors monolog, paradox förstärkte uppdragets funktion som ett politiskt uttalande. Parlamentsledamoten Keith Vaz från Labour Party uttryckte sin oro för att minderåriga spelare kan utsättas för uppdraget, och konstaterade att "det är viktigt att spelindustrin vidtar åtgärder för att fullt ut informera allmänheten om nivån gällande extrema innehåll". Självständige journalisten Tom Chick försvarade tortyrsekvensen, och skrev att till skillnad från uppdraget "No Russian" i Call of Duty: Modern Warfare 2 eller i filmen Zero Dark Thirty hade "By the Book" en underliggande kommentar som gjorde det våldsamma innehållet nödvändigt.

### Anklagelser om sexism
Vissa recensenter har dragit slutsatsen om att spelets kvinnoskildring är kvinnofientligt. I Petits spelrecension observerade hon de kvinnofientliga nyanserna i spelets kvinnobehandling som "strippor, prostituerade, svårt lidande fruar, humorlösa flickvänner och fåniga, new age-feminister", och kände att spelets satiriska representation av kvinnohat legitimerar det. Petits kommentarer möttes med motreaktion från vissa spelare; hennes recension samlade 20 000 användarkommentarer, av vilken de flesta var negativa, och man skapade en Change.org ansökan om att få henne sparkad. Forumets motreaktion mot Petit fördömdes av journalisterna; Helen Lewis från The Guardian tyckte att Petits iakttagelser var godtagbara, men blev stigmatiserad av spelare som har blivit "hyper-känsliga för kritik". Rob Fahey från Gamesindustry.biz (en hjälpmedelswebbplats för Eurogamer) instämde med Lewis, och iakttog ett motstånd inom spelarforumet mot Grand Theft Auto V:s kritik, "det här handlar inte bara om kvinnor - det är att råna varenda en av oss av möjligheten att ha förståndiga, intressanta diskussioner om hur vårt medium behandlar [...] komplexa ämnen. [...] Det är frustrerande, det är dumt och det är rent ut sagt tråkigt – och det riskerar att även göra våra spel dumma och tråkiga", skrev han. Chris Plante noterade att de kvinnliga rollfigurerna i spelet var byggda på stereotyper, och drog slutsatsen att "dess kvinnobehandling [är] en kvarleva från den nuvarande generationen". Dave Cook från VG247 förstärkte stämningen att de kvinnliga rollfigurerna byggdes på stereotyper i en ledarsida, “de är antingen där för att bli räddade, bli vrålade åt, ha samlag med, ses ha samlag, bli fördragna, bli dödade, bli lyssnade när de pladdrar bort som slöfockar på sina mobiltelefoner eller att shoppa med", skrev han. Todd Martens från Los Angeles Times kritiserade spelets satiriska bild av kvinnor som en kreativitetsbrist hos utvecklarna, och uttryckte att våld och sexism var faktorer som skadar upplevelsen. Edge konstaterade att medan "varje kvinna i spelet existerar enbart för att bli hånad, sneglad eller skrattad åt", behandlade spelet dess manliga huvudrollsfigurer i samma anda genom sina stereotypa tendenser till våld. Sam Houser, bror till Dan Houser och Rockstar Games grundare, ansåg att utvecklingsteamet ibland förbisåg sin kvinnobild i Grand Theft Auto-spel, men kände att spelets vikt mot manliga huvudrollsfigurer "passade in med den berättelse vi ville berätta". Dan Houser svarade på kritiken mot kvinnohatet i en intervju innan spelets lansering; "är det så att deras (kritikernas) argument om att i ett spel om gangsters och ligister och gatulivet, det finns prostituerade och strippor – om att det är olämpligt? Jag tror inte att vi frossar in kvinnomisshandeln alls. Jag tycker bara att det är lämpligt i den värld som vi företräder, i Grand Theft Auto".

### Rättsliga åtgärder
Den 11 oktober 2013 utfärdade den tidigare Death Row Records-artisten och Tha Dogg Pound-medlemmen Daz "Dat Nigga Daz" Dillinger ett cease-and-desist brev till Rockstar Games och Take-Two Interactive för att de har använt två av hans låtar utan sitt tillstånd. Enligt Dillinger hade Rockstar erbjudit honom 4 271 dollar för att använda hans material i spelet, vilket han avböjde, men låtarna användes oavsett. Låtarna heter "C-Walk" med Kurupt och "Nothin' But the Cavi Hit" av Mack 10 och Tha Dogg Pound, som båda producerades av Dillinger och som ingår i spelets radiostation West Coast Classics. I utslaget begärde Dillinger och hans advokater "ett bättre anbud", eller återkalla och förstöra spelets osålda exemplar. Dillinger har gett utgivaren fjorton dagar på sig att fullfölja hans begäran. Resultatet av detta förblir hemligt.
I februari 2014 inlämnade den amerikanska programledaren Karen Gravano en begäran på 40 miljoner dollar på Manhattans Högsta domstol mot Rockstar Games. Gravano är dotter till Salvatore "Sammy the Bull" Gravano, före detta underboss till familjen Gambino, och hon deltog i de tre första säsongerna av reality-TV-serien Mob Wives, som följer kvinnor vars män eller fäder har gripits och fängslats för maffiarelaterade brott. Gravano påstår att en rollfigur i Grand Theft Auto V, Antonia Bottino, är baserad på sin likhet och historia, och skildrades utan hennes medgivande. Hon vill ha 20 miljoner dollar i skadestånd och 20 miljoner dollar i straffskadestånd. Rockstar lämnade in en avfärdsbegäran mot Gravanos stämning i april, och uppgav att anklagelserna är utestängda av det första tillägget.
I juli inlämnade även skådespelerskan Lindsay Lohan en stämningsansökan, då hon hävdar att vissa element i spelet påverkades av hennes bild, röst och klädkollektion utan hennes tillstånd. Rockstar svarade med domstolspapper som sökte efter en uppsägning av fallet, då de säger att fallet var oseriöst och inlämnades för reklamändamål.